# Ju 88轟炸機
容克斯Ju 88（Junkers Ju 88）是第二次世界大戰時納粹德國空軍所使用的雙活塞式引擎中型軍用機，從1939年開始服役到1945年。於1930年代中期由容克斯飛機與發動機製造廠的總設計師胡戈·容克斯親手設計出來。
Ju 88是納粹德國空軍在二次大戰期間所使用的標準戰鬥用飛機之一。在戰爭中擔任過許多不同的任務，被暱稱為全方位工作機，又被稱為萬能博士。它在大戰期間成功地服務於多種目標，是用途最廣泛的飛機之一。最初目標是作為快速轟炸機與俯衝轟炸機。後續的多種修改讓它成為長程轟炸機、魚雷轟炸機、佈雷機、海面或長程偵察機、氣象觀察機、戰鬥轟炸機、驅逐機、夜間戰鬥機、坦克殺手、地面攻擊機等角色，在戰爭末期甚至曾改裝為飛行炸彈。儘管在開發過程受到種種的延誤，但第二次世界大戰期間德國總生產了14,882架Ju 88，其生產數量遠超過德國任何其它雙引擎軍用機。Ju 88成為德國空軍寶貴資產，也是德軍在二次世界大戰中最大的武器生產計劃之一。
整個生產過程中，儘管Ju88有幾十種衍生機種，但其基本架構卻始終未曾更動，證明其原始設計品質的優越性。

## 設計與發展

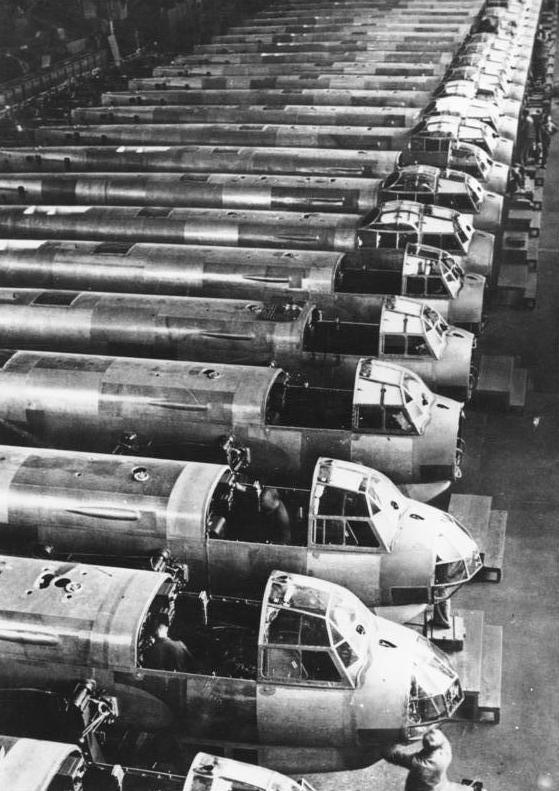
Ju 88的流水生產線。

1935年8月，帝國航空部認為空軍需要一種三人座、可掛載800到1,000公斤（1,760-2,200磅）炸彈的高速轟炸機。容克斯在1936年6月進行初步設計並且建造出2架原型機（工廠序號4941與4942），配備了2具戴姆勒·賓士DB 600（Daimler-Benz DB 600）發動機，擁有2,000公里的航程。接下來3架（工廠序號4943，4944與4945）則配備了Jumo 211發動機。
與前2架原型機不同，這3架在駕駛員座艙後方裝置3座武裝防禦點，並且可以掛載2枚1,000 kg（2,200 lb）炸彈。這5架照慣例採用向後收回的起落架，但第6架則採用新型單腳起落架，可扭轉90°收回機身與美軍P-40戰鬥機完全相同。這項特徵在主起落架回收機輪時能收至支架下端之上，並成為所有Ju 88標準配備。杯状弹簧垫圈也安裝在單腳起落架支柱內部，作為起降的主要减震方式，就在此時Ju 88準備定為成重型俯衝轟炸機同時將主翼給予強化並且安裝俯衝制動器，機身予以延長並將乘員增加為4名。儘管有這些改良，Ju 88在戰爭中還是定位成中型轟炸機（Medium bomber）。
在螺旋槳的後方也是在發動機的前方，安裝環狀散热器作為Ju 88的引擎冷卻系統，同時也將機油冷卻器與引擎冷卻裝置整合至環狀散熱器內；設計的目地是為了將冷卻液的管路縮到最短，這種設計風格可以在Ar 240驅逐機、He 177轟炸機、He 219戰鬥機、Fw 190戰鬥機等Dora系列與雙引擎的Focke-Wulf Ta 154等機型上看到。
Ju 88V1原型機；民間代號「D-AQEN」，於1936年12月21日進行首飛，由赫爾曼·戈林負責駕駛，首飛速度可達580 km/h（360 mph），這讓德國空軍對其優秀性能感到興奮。他們希望Ju 88可以成為德國空軍夢寐以求的快速轟炸機。它的機身外型極其流線型與Do 17轟炸機的設計概念及其類似，這讓它的飛行速度優於1930s年代晚期的戰鬥機，讓它藉由高速的優勢可以迅速的擺脫敵機的追擊，故Ju 88並未太注意武裝系統方面。
在1939年3月，第5架原型機創下了以掛載2,000 kg（4,410 lb）炸彈的情況下，以517 km/h（320 mph）時速下飛行1,000 km（620 mi）圓圈飛行記錄。此時德國空軍欲賦予Ju 88各種特色（其中包括俯衝轟炸）而加以調整，使得其最高極速下降到450 km/h（280 mph）。德國空軍為了對抗英國防空氣球的威脅，故在Ju 88 V7機鼻安裝能切斷鋼纜的設備，結果測試效果極佳。V7機鼻設備隨後變成Ju 88 A-1的標準配備，並且完成了在機鼻下方的Bola機槍防禦設備，同時也進行一系列的250 kg（550 lb）與500 kg（1,100 lb）的俯衝轟炸試驗。在1938年10月3日，V8機身號碼「DG+BF」，工廠序號「4948」進行首飛，至於V9與V10這兩型原型機則是藉由A-0機型開發出來。A-1系列的原型機工廠序號分別為0003，0004與0005。A-1則是配備Jumo 211B-1或G發動機。
此时Ju 88的尺寸和各项性能已与He 111极为接近，甚至同样主要使用容克斯自家的Jumo 211發動機，抢夺战争资源，帝國航空部开始考虑是否有需避免为这两种性能相近的轰炸机分割有限的资源。Jumo的董座—Heinrich Koppenberg博士在1938年秋季向戈林保證，虽然亨克尔111有更优秀的气动性能，但容克88机体设计简洁，制造工艺为大批量生产优化，生产线建立后，每個月可以生產300架，制造工时及多方折合的造价仅及亨克尔111的一半，并有进一步降低成本的可能；此时德国正在策划入侵英伦的海狮计划，预定将于1940年夏季实施，空军元帅戈林急需扩充其轰炸机群，偏愛易大量生產的Ju 88 A-1衍生型。但由於開發的過程中問題頻出，導致生產嚴重耽誤，預定Ju 88是在1938年服役生產，問題頻傳的結果讓生產線每個禮拜只能交付1架Ju 88，故到1939年波蘭戰役爆發時只有12架Ju 88可投入作戰序列。至1940年初月产量终于达到150架，以致7月不列颠空战初始期，德国空军轰炸机主力仍是亨克尔111，至1941年容克88才批量出现在轰炸机群中。
又因為戈林只關心Ju 88轟炸型的產量多寡，故1940年初進行的Ju 88C重戰機開發計畫，並沒有知會他。
不过在1941年苏德战争开始后，各国作战飞机成为了消耗品，容克88的高生产效率优势显现，战争初、中期可及时弥补包括亨克尔111在战场的损耗，因此得到帝國航空部青睐，成為德國空軍寶貴資產，在资源调配上获得更高的优先级，月产量飙升。

## 主要生產次型

### A系列機型

Ju 88 A-4

1939年早期，A-0總計生產10架預產機型並編成Erptobungskommando 88，結構與Ju 88 V10頗為類似。

A-1結構與A-0頗為類似並配備3葉型VDM螺旋槳，但受到開發成功的Ju 87所影響，德國空軍兵器生產總監（Generalluftzeugmeister）恩斯特·烏德特下令位於德紹的容克開發中心將Ju 88開發為俯衝轟炸機。Ju 88雖然可掛載大量的炸彈在60°的角度進行俯衝轟炸，但對強化過後的機身而言；俯衝轟炸對機身負荷還是太大了。1939年底，生產60架A-1到隔年1940年時生產速度雖然提升到月產300架飛機但還是產量不足。
A-2的結構與A-1頗為類似並配備火箭推升裝置，A-3教練機配備雙重控制裝備，A-5機翼從18.37m（60 ft 3¼in）延長到20m（65 ft 7½in）並強化炸彈架。
A-4是A系列中最重要的機種並延用A-5的新式機翼，引擎採用容克Jumo211J-1或Jumo211J-2發動機，為保護飛行員故針對駕駛艙配置裝甲。A-4/Trop屬於熱帶沙漠型，配備遮陽板、水箱和沙漠求生設備。武裝系統：機鼻區域1挺7·9mm MG 81Z機槍；前衛開火的1挺13mm MG 131或雙連裝的MG 81Z機槍；座艙後衛開火的雙連裝MG 81Z機槍；機腹吊艙後衛開火的1挺MG 131或MG 81Z機槍。掛彈量：內部掛載10枚50kg（110 lb）SC50炸彈或外部掛載4枚250kg（550 lb）SC250炸彈（SC250 bomb）或2枚500kg（1,100 lb）SC500炸彈，如果彈艙不裝炸彈可在外部掛載4枚500kg（2,200 lb）SC500炸彈。
A-6結構與A-5與頗為類似，但A-6在機鼻區域加裝防空氣球鋼纜切斷裝置，為了平衡重心故在機尾增重60kg（132 lb），A-6/U3人座型海上偵察機，由於安裝FuG 200 荷恩特非對海平面搜索雷達（Hohentwiel (Radar)），故將機腹吊艙移除。
- A-0預產機，4人座轟炸機
- A-1初期生產機；發動機：採用2×895-KW（1,200-hp）Jumo 211B-1。[6]
- A-2實驗機；發動機：採用2×Jumo 211G-1。[5]
- A-3教練機；雙駕駛座。[6]
- A-4俯衝轟炸機；發動機：採用2×1000-KW（1,350-hp）Jumo 211J-1或Jumo 211J-2。[6]
- A-5俯衝轟炸機；採用加長新機翼，發動機：採用Jumo 211B型。[6]
- A-6俯衝轟炸機；同A5機型，加裝防空氣球鋼纜切斷裝置。[6]
  - A-6/U偵察機；3人座型，FuG 200對海搜索雷達。[6]
- A-7教練機；同A4機型。[7]
- A-8轟炸機；3人座型，發動機：採用2×Jumo 211F。[6]
- A-9沙漠轟炸機；同A1機型。[6]
- A-10沙漠轟炸機；同A5機型。[6]
- A-11沙漠轟炸機；同A4機型。[6]
- A-12教練機；移除武裝、機腹吊艙與俯衝轟炸制動器。[6]
- A-13地面攻擊機；武裝系統：可攜帶2具火力夾艙，每具夾艙可攜帶8挺機槍，故可攜帶16挺7·9mmMG 17機槍。[7]
- A-14反艦機；。[6]
- A-15轟炸機；3人座型，木製炸彈艙可攜帶3,000 kg（6,600 lb）炸彈。[6]
- A-17魚雷轟炸機；由A4機型修改過來，可攜帶2枚LT F5b魚雷。[7]

### B系列機型
- Ju 88B原型機並以此為基礎發展為Ju 188，並且配備全新的透明機鼻·
  - Ju 88B-0 : 10架預量產型，裝有全新設計的透明機鼻。

### C系列機型

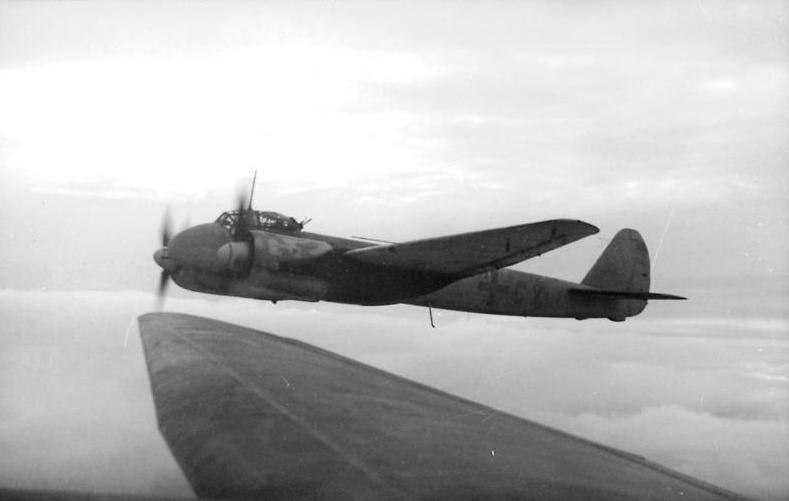
作戰中的Ju 88C系列重戰機

Ju 88C的目地即為戰轟機與驅逐機，由Ju 88 V7原型機修改過來的C-2則是首批進入大量生產機型，採用容克Jomo211B-1發動機，最大推力達1,200 hp；最大極速為502km/h（312 mph）。C-2與Bf 110戰機同一時間進入德國空軍服役，但Ju 88飛航距離比後者多出一倍有餘。
武器裝配在金屬機鼻上並在駕駛艙區域安裝11-mm裝甲隔艙，同時保留A系列轟炸機掛彈能力與垂直尾翼的特徵，但刪除乘員隔間艙下面的機艙部位，這成為Ju 88C的主要特徵。
由於1940年英國開始針對德國進行夜間轟炸；由於那時夜間只有防空砲可用。故於7月20日，戈林下令尤瑟夫。康夫伯（Josef Kammhuber）中將成立夜戰部隊，並將被暱稱為黃蜂的第1驅逐機聯隊（Zerstörergeschwader 1；簡稱：ZG 1）第1大隊改編為第1夜間戰鬥機聯隊（Nachtjagdgeschwader 1；簡稱：NJG 1）第1大隊。其中C-2主要是以A-1修改過來的第一款夜間戰機，在機鼻部位配置1挺20 mm MG FF機炮與3挺7.92 mm（.312 in）MG 17機槍，首批12架C-2進入KG 30的驅逐機單位服役並於1940年7月改編為NJG 1第2大隊。
C-3採用BMW 801A型發動機的實驗機型。
C-4由A-4機型修改過來，故機翼長度由先前的59 ft.10¾in延長到65 ft.10½in。在1941年時，該型約生產66架。
1941年底時，C-6進行服役並且在機腹配備1挺MG FF機炮與3挺MG 17機槍火力夾艙，採用容克Jomo211J發動機。C-6a是驅逐機型，C-6b則是夜戰機型則配備空用FuG 202光明石BC（FuG 202 Lichtenstein BC）攔截雷達。C-6b首批4架在1942年初於NJG 1進行測試，結果令人滿意並迅速投產。在1943年10月將雷達系統升級為FuG 212光明石C-1（FuG 212 Lichtenstein C-1），在1944年升級為FuG 220光明石SN-2（FuG 220 Lichtenstein SN-2）。少數C系列戰機會在機鼻彩繪轟炸機特有的甲蟲眼（beetle's eye）圖案，讓盟軍的飛行員誤認為轟炸機導致在交手初期蒙受一定的損失。在1942年時，Ju 88C-6型則總計生產257架飛機。
C-7戰轟機型，C-7a可在彈艙內掛載1,100lb炸彈。C-7b如果包括機翼下方派龍架可攜帶達3,300lb炸彈。C-7c採用BMW 801A型發動機，但該機屬於驅逐機型並無掛彈能力，並在機鼻部位配置2挺MG FF機炮與3挺MG 17機槍。
- C-1驅逐機，發動機：採用2×1,147 kW（1,600-hp）BMW 801MA，並未付諸生產。[8]
- C-2初期生產型，發動機：採用2×883 kW（1,200-hp）Jumo 211B-1，[8]武裝系統：機鼻區域安裝1×20 mm MG FF機炮；3×7.92 mm（.312 in）MG 17機槍。[9]
- C-3驅逐機，並未付諸生產。
- C-4夜戰戰鬥機。
  - C-4/R偵察機。
- C-5驅逐機，發動機：採用2×1,250 kW（1,700-hp）BMW 801D-2，並未付諸生產。
- C-6驅逐機，採用2×883 kW（1,200-hp）Jumo 211J，武裝系統：機鼻區域安裝3×20 mm MG FF機炮；3×7.92 mm（.312 in）MG 17機，後衛區域安裝1×13 mm MG 131重機槍。[14]
  - C-6a驅逐機
  - C-6b夜戰戰鬥機·
  - C-6c夜間戰鬥機·
- C-7戰轟機，發動機：採用2×BMW 801發動機
  - C-7a戰轟機，發動機：同C-6機型。[14]
  - C-7b戰轟機，發動機：同C-6機型。[14]
  - C-7c夜間戰鬥機；發動機：採用2×1,147 kW（1,600-hp）BMW 801MA。[15]

### D系列機型
D型採用Jumo 211B-1發動機，至於D-1原先計畫是採用更具威力的Jumo 211J發動機，但後來因故取消。D-2量產型則採用Jumo 211B-2、G-1、H-1發動機。
- D-1長距離偵查機，以Ju 88A-4為基礎開發出來的·
- D-2長距離偵查機，以Ju 88A-5為基礎開發出來的·
- D-3沙漠型長距離偵查機，以Ju 88A-4為基礎開發出來的·
- D-4沙漠型長距離偵查機，以Ju 88A-5為基礎開發出來的·
- D-5

### R系列機型

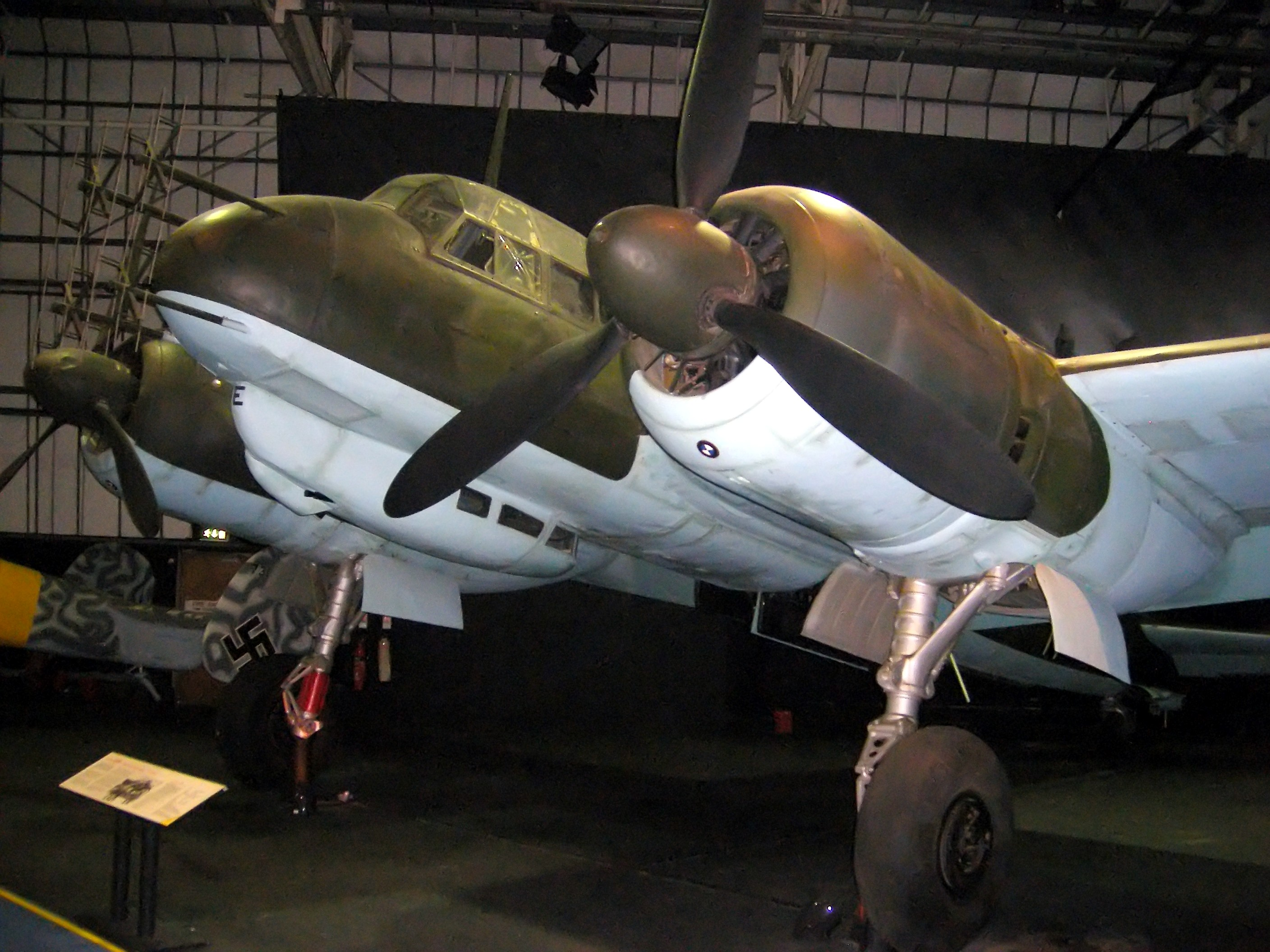
Ju 88 R-1 night fighter，現存於倫敦皇家空軍博物館·由叛逃機組人員駕駛飛往蘇格蘭

R型是以Ju 88 C-6b為基礎開發出來的夜間戰機，它選用BMW 801氣冷發動機。R-1配備1,560 PS BMW 801L發動機至於R-2則選用1,700 PS BMW 801 G-2發動機。當德國空軍面臨重大損害的時候，第一架服役的R-1（Werknummer 360043）服役了。在1943年5月9日，夜戰機駐防於挪威的10./NJG 3，叛逃至英國皇家空軍基地也就是阿伯丁機場，沿途由噴火式戰機一路護送到降落為止·機上的機組人員與電子設備都完好如初·它立刻被轉移到範堡羅機場（Farnborough Airfield），並且被編號為（PJ876）並接受其嚴格的測試.當初德國空軍判定是失事，一直到監聽到飛行員Heinrich Schmitt中校與Paul Rosenberger和Erich Kantwill等兩位士官長的在英國心戰室喊話才知道他們叛逃了，飛機現存於倫敦皇家空軍博物館（RAF Museum）內·

### G系列機型
之前的Ju 88夜戰機版本都是由A系列機身修改而來的· G型是針對夜戰機的需求而開發出來的。
G-1為了加強機身防禦力故安裝Ju 188的垂直尾翼，同時強化武裝系統並配備1,700 PS BMW 801發動機。電戰系統為FuG 350 Naxos或弗倫斯堡被動雷達偵測器（FuG 227 Flensburg）並把FuG 220 Lichtenstein SN-2 90 MHz VHF雷達做為標準裝備。
G-6c則是配備1,750 PS Jumo 213A發動機A V12發動機，加大油箱並安裝1座俗稱爵士樂雙連裝的MG 151機炮傾斜式機砲，它的射擊角度是向上射擊70°。G-7是配備加裝噴水加力器（Methanol-Wasser 50；簡稱：MW 50）的Jumo 213E發動機，這讓它的起飛推力達1,800 hp。G-7a的電戰系統為FuG 220利希滕施泰因SN-2 90 MHz VHF雷達，G-7b的電戰系統為FuG 218 Neptun radar 5型雷達，G-7c則可攜帶FuG 240柏林N-1雷達但僅量產區區10架。
在第二次世界大戰終戰日（V-E Day）之前，有大約10-20架Ju 88 G系列是配備適合在高海拔作業的Junkers Jumo 213E發動機，它的配備FuG 218 Neptun V/R或是更優秀以30 GHz頻率的FuG 240 Berlin N-1諧振腔磁控管（cavity magnetron）雷達。許多德國空軍的夜戰王牌，例如擊落110架敵機的黑穆特·蘭特與擊落87敵機的海因里希·祖·塞因·維特根施坦因（Heinrich Prinz zu Sayn-Wittgenstein）始終都是飛行這款飛機。
大日本帝國海軍則以Ju 88為範本，開發出可用於反潛作戰與海域巡邏為目的的東海轟炸機（Kyūshū Q1W），盟軍代號為「Lorna」。
- G-1夜戰戰鬥機
- G-2，並未付諸生產。
- G-3，並未付諸生產。
- G-4夜戰戰鬥機
- G-5，並未付諸生產。
- G-6
  -  G-6a夜戰戰鬥機
  -  G-6b夜戰戰鬥機

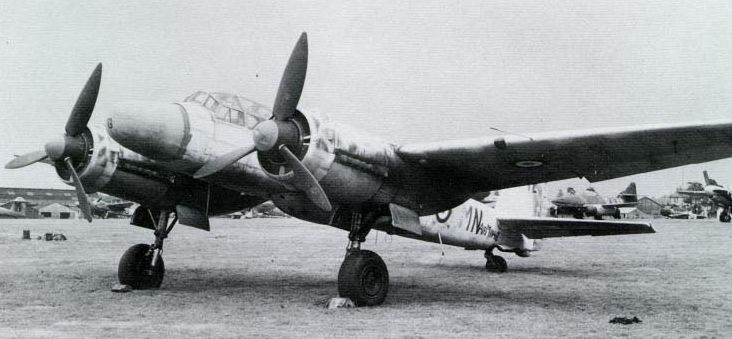
被英国缴获的一架安装FuG 240柏林N-1型雷达的Ju88G-6夜間戰鬥機，机身上已涂上英军机徽.

  -  G-6c夜戰戰鬥機發動機：採用2×1,750 hp Jumo 213 A發動機。[19]
- G-7夜戰戰鬥機，發動機：採用2×1,750 hp Jumo 213 E發動機。[19]
  -  G-7a夜戰戰鬥機
  -  G-7b夜戰戰鬥機
  -  G-7c夜戰戰鬥機

### H系列機型
H型是以D-1與G-1這兩種機型為基礎，修改過來的超長距離偵察機，機身與D型頗為類似，為了安裝電戰裝置故將機腹吊艙給予移除並延長機身到17.75m（57 ft 10¼ in）。機翼與發動機則沿用G-1，這樣子的改變使得最大航程達到5,150 km（3,200miles）。
- H-1長距離偵察機；3人座型，發動機：採用2×1,250 kW（1,700-hp）BMW 801G，電戰系統：FuG 200對海搜索雷達與3具照相槍。[20]
- H-2驅逐機；武裝系統：6挺20mm MG151/20機砲。[20]
- H-3長距離偵察機；發動機：採用2×1,776 hp Jumo 213A-12。[20]
- H-4驅逐機；發動機：同H-3，武裝系統：同H-2。[20]·

### P系列機型
P型被定位為反坦克攻擊機，由A系列修改過來可在機腹選擇安裝一挺50 毫米（2 in）或一挺75 毫米（2.95 in），或兩挺37 毫米（1.46 in）空用機砲。
- P-1反坦克獵手，配備1×75 毫米（2.95 in）BK 75機砲與槍夾。
- P-2反坦克獵手，配備2×37 毫米（1.46 in）BK 37機砲（BK 37）與槍夾。
- P-4反坦克獵手，配備1×50 毫米（2 in）BK 5機砲（BK 5 cannon）與槍夾。

### S系列機型
S型以Ju-88A-4機身修改過來但刪除Bola吊艙，促使機鼻外型平滑化並加裝GM-1氮氣注入器，是所有機型中最快的。
- S-0高速轟炸機，發動機：採用2×BMW 801D，配備1×13 毫米（.51 in）後衛機槍與14×SD65（65 kg/143 lb）炸彈。
- S-1高速轟炸機，發動機：採用2×BMW 801G，配備GM-1注入系統，可額外攜帶2枚SD1000 1,000 kg（2,200 lb）炸彈。
- S-2高速轟炸機，發動機：採用2×BMW 801GTJ，採用木製延長型炸彈艙。
- S-3高速轟炸機，發動機：採用2×Jumo 213發動機A，配備GM-1注入系統。

### Ju 88T
T型長距離偵查機，三人座型·
- T-1長距離偵查機，以Ju-88S-1為基礎，配備額外GM-1燃料油槽·
- T-3長距離偵查機，以Ju-88S-3為基礎·

## 作戰歷史

### 波蘭戰役
二次大戰爆發時，只生產了12架Ju 88並分配到位於伊法（Jever）的第25轟炸機聯隊（KampfGeschwader 25；簡稱：KG 25）的第一大隊。48小時後，希特勒宣布入侵波蘭。2天後，也就是1939年9月3日，英國隨即對德宣戰；同時第2航空隊下令位於易北河由漢斯·斐迪南·蓋斯勒（Hans Ferdinand Geisler）所領導的第10航空軍（10th Air Corps (Germany)）。針對在北海區域活動的英國皇家海軍進行搜索與摧毀。
由於蓋斯勒麾下的打擊主力是素有雄獅稱號的第26轟炸機聯隊（Kampfgeschwader 26；簡稱：KG 26），而KG 26操作He 111轟炸機有超過半數投入波蘭戰役中，故西線方面KG 26正處於空窗期的情況。在1939年9月7日，空軍上將（General der Flieger）黑穆特·費米（Hellmuth Felmy）決議將KG 25取消番號，並改編為第30轟炸機聯隊（Kampfgeschwader 30；簡稱：KG 30）的第一大隊，該聯隊也就俗稱的老鷹聯隊，並同意讓新成立的大隊能在西線繼續進行飛訓，而該大隊也從伊法開拔到威斯特蘭（Westerland, Germany）的敘爾特島上繼續訓練。
費米否決要求Ju 88支援轟炸的要求，也呈文給柏林空總希望Ju 88佈署的數量達到聯隊規格時再投入實戰，不要把數量稀少的Ju 88輕易的消耗掉，然戈林卻對此不以為然並表示：
Ju 88已經準備夠久了。該機需要的是一次成功的打擊表現來建立它的聲譽。
1939年9月26日早晨，隸屬於第106海上偵察大隊第2中隊的Do 18（Dornier Do 18）從諾德奈（Norderney）起飛進行北海偵察任務。突然之間，在雲層缺口處發現有一支龐大的艦隊航行，當偵察飛行飛越艦隊時發現到胡德號與聲譽號（Renown class battlecruiser）等2艘戰巡以皇家方舟號空母為中心組成一支戰鬥群，其中還包括數艘巡洋艦與驅逐艦以及旗魚號（HMS Spearfish (69S）)潛艇，偵察機隨急立刻發出緊急電報回傳敘爾特島。
偵察機報告傳回基地時，司令部下令部隊立刻出擊。在當地時間12點50分隸屬於KG 26第4大隊的9架He 111轟炸機起飛，10分鐘後隸屬於KG 30第1大隊的4架Ju 88分別掛載2枚500kg炸彈升空，華特·史托普（Walter Storp）少尉對此行動有詳細論述：
匆匆爬進駕駛艙後，翻閱了敵情報告顯示：在北海區域有一支由2艘戰巡、1艘空母、由數艘驅逐艦與魚雷快艇所組成的特遣艦隊航行於蘇格蘭到挪威之間。首要目標自然就是空母了，起飛後我們盡量降低飛行高度。1個小時後，我們首先發現到2艘巡洋艦，部隊飛臨時，英艦並沒有察覺到我們。乘員：「我們要攻擊它嗎？」史托普：「不，我們的目標是空母」故持續向北飛行。突然之間，乘員大喊：「看那邊那個大傢伙！」一艘灰黑色航艦在前下方的海上航行，由卡爾。法蘭克駕駛的Ju 88僚機對空母擲出第一枚炸彈。
卡爾。法蘭克宣稱自己擊沉了皇家方舟號，但後來事實證明根本沒有打中。（卡爾·法蘭克並沒有轟炸機飛行員資格，他是容克合格的飛行技術測試工程師，也具有試飛與偵察飛行員資格，根據紀錄顯示他駕駛Bf109原型機創下最快速度、爬升率與俯衝的最佳數據。後來以志願軍的方式加入空軍，最後戰死於東線。）華特·史托普少尉親眼目睹法蘭克的轟炸，他自己隨即針對胡德號戰巡進行轟炸，不過炸彈被胡德號戰巡的裝甲彈開並沒有貫穿爆炸。至於KG 26第4大隊的He 111轟炸機針對附近的巡洋艦分隊進行轟炸，不過完全都無一命中。
事實上根據皇家方舟號的紀錄已經有人發覺到Ju 88飛臨上空，但是他們誤認Ju 88為洛克希德-哈德森（Lockheed Hudson）輕型轟炸機，並以為是英國海岸巡防司令部所採用的新式美國雙引擎轟炸機。
1939年10月15日另一次的攻擊機會降臨，一架巡邏機進行日常巡邏時發現胡德號戰巡沿著蘇格蘭海岸線航行。Helmut Pohle接獲來自柏林漢斯·耶順內克的命令出擊，Pohle上尉於上午1100率領麾下15架Ju 88從威斯特蘭出發狙擊胡德號，Helmut Pohle上尉對此行動有這樣子的論述：
15架飛機冉冉上空後，花了2小時飛越北海，接近蘇格蘭空域時開始分散開來進行目視搜索，不過頗令人高興的是這邊沒有噴火式戰機中隊在此等我們。（但其實Helmut Pohle運氣抽到下下籤，因為附近有駐紮3個噴火式與2個Gloster Gladiator中隊。當Ju 88在4000m（13,000ft）接近海岸線時，就被當地雷達站給發覺，隨即通知噴火式進行攔截，此時的Pohle機隊只有數分鐘可以進行防禦。）
我的機隊飛到羅塞斯造船廠（Rosyth Dockyard）時，此時該造船廠正在進行大規範的巡洋艦建造，情況真的對我們太完美了。我選定9100噸巡洋艦南安普敦（HMS Southampton (83)）當機身進入80°度準備俯衝轟炸時。
突然之間，機身發生爆炸連後方的砲塔都被炸飛了，我沒法子確定是敵方的防空砲火或是結構發生問題所引起的，我好不容才將飛機從俯衝動作中退出來，無線電手忽然大叫警示：「有噴火式戰鬥機。」我根本就沒有機會進行防禦動作，左邊發動機被擊中了並開始冒煙。成功的將飛機降落到海面上後，我寄望Hörnum會派出搜救隊來蘇格蘭海岸線來救援我們
然而事實上在交戰中，隸屬於第602戰鬥機中隊的3架噴火式戰鬥機在開火時殺死了他的2名成員。也只有他得以倖存下來，面對接下來的6年戰俘生涯。 1939年10月17日，KG 30第一大隊新任指揮官Fritz Dönch上尉率領4架Ju 88，由威斯特蘭出發攻擊位於奧克尼群島上的斯卡帕灣海軍基地，但飛抵時艦隊卻不在灣內。因為艦隊為了安全從基地開拔沿著蘇格蘭西線海岸航向Loch Ewe，但早在72小時之前該艦隊中皇家橡樹號（HMS Royal Oak (08)）戰艦就被U-47潛艇用魚雷給擊沉。
1940年2月3日，KG 30第一大隊第二中隊出擊6架Ju 88到奧克尼和設德蘭進行授獵成功的擊沉斯芬克斯（HMS Sphinx (J69)）號掃雷艦。 6天後擊沉2艘掃雷艦，但在皇家空軍的攔截下損失一架轟炸機。在3月8日，KG 30第一大隊進行對斯卡帕灣海軍基地進行偵察活動時，由於雲層過於濃厚的關係導致觀察結果不佳，在離海岸不遠處被皇家空軍攔截損失一架。
但壞天氣無疑拯救了英國海軍，在3月7日當天伊莉莎白女王級戰艦勇士號（HMS Valiant (1914)）與戰巡胡德號就回到斯卡帕灣海軍基地，因為能見度太差的關係Ju 88並沒有看到皇家艦隊的身影；48小時之後，2艘名望級戰巡名望號（HMS Renown (1916)）與卻敵號（HMS Repulse (1916)）與羅德尼（HMS Rodney (29)）也安全的回到斯卡帕灣海軍基地。當再加上巡洋艦與驅逐艦的加入這無疑是一支龐大的艦隊，但這是無法躲過德國的耳目。德國空軍隨即下令KG 26的He111轟炸機與KG 30的第一大隊組成混合打擊部隊進行狙擊，其中由Fritz Dönch上尉負責領導第一大隊的18架Ju88。斯卡帕灣海軍基地本處於雨雪交加中，但奇蹟似的天氣突然轉好，這讓英國海軍暴露在打擊部隊眼中，雖收奇襲之效但戰果甚微；其中只有郡級巡洋艦諾福克號（HMS Norfolk (78)）遭受重擊、鐵公爵級戰艦鐵公爵號（HMS Iron Duke (1912)）則受損甚微，其餘則無一命中。

Ju88返回威斯特蘭之後，就接獲命令準備開拔移師東部，等待下一場戰役的到來。

### 挪威戰役
德國空軍為了執行入侵挪威的威瑟演習作戰，故將素有「老鷹」聯隊稱號的KG 30的加入由漢斯·菲迪南德·蓋斯勒中將（Hans Ferdinand Geisler）所率領第10航空軍（10th Air Corps (Germany)）的戰鬥序列中，該航空軍統率全德國的航空武力而麾下有超過1000架的軍用機。但此時的KG 30並未直接參與對挪威轟炸，相反的該聯隊依舊駐紮在威斯特蘭目地是希望KG 30的Ju 88可以牽制從英國本土馳援挪威的英國海軍。此時在KG 30底下成立半獨立性的Z大隊，它採用從Ju 88A轟炸機修改過來的Ju 88C重戰機（驅逐機）。這是長距離Ju 88C驅逐機首次用於實戰的紀錄，目的是針對其餘3大隊的Ju 88A轟炸機進行護航，後來Z大隊被併入第1夜間戰鬥機聯隊（Nachtjagdgeschwader 1；簡稱：NJG 1）成為第4大隊。
在1940年4月9日，德國對挪威發動有史以來最強大的海空軍聯合作戰行動。當日午後，KG 30麾下3個大隊總計47架Ju 88銜命攻擊於西南卑爾根外海活動的英軍艦隊，第一波的Ju 88擊傷巡洋艦南安普敦號與輕巡葛拉蒂亞號（HMS Galatea (71)），大破部落級驅逐艦（Tribal class destroyer (1936)）廓爾喀人號（HMS Gurkha (F20)）並讓它於4小時後沉沒。同日，第二波的Ju 88與隸屬於KG 26的He 111進行聯合作戰Ju 88轟炸了戰艦羅德尼號（HMS Rodney），但是炸彈未能貫穿6英吋（150mm）裝甲甲板，差一點就擊中郡級巡洋艦德文郡號（HMS Devonshire (39)）、市級巡洋艦（Town class cruiser (1936)）格拉斯哥號（HMS Glasgow (C21)）與雪菲爾號（HMS Sheffield (C24)）。英軍的防空砲火也擊落4架Ju 88，其中包括第3大隊隊長Siegfried Mahrenholtz上尉，這是威瑟堡行動中戰損最多的一次。
4月11日，少部分的空軍聯隊開始轉進到被佔領的挪威南部空軍基地，幾天之後開始進行一連串針對地面戰鬥的偵察任務。為了壓制英國空軍的活動，德國轟炸機開始進行一連串的轟炸活動。4月17日，德軍佔領的斯塔萬格機場（Stavanger Airport, Sola）遭受由英國海軍郡級巡洋艦沙福郡號（HMS Suffolk (55)）領軍的分艦隊砲轟，德軍隨即還以顏色下令KG 26第一大隊的He 111轟炸機轟炸，但效果甚微。但真的損害是由威斯特蘭出發的KG 30麾下第2大隊Ju 88所造成的，Ju 88在離挪威海岸60英哩（96 km）處攔截該艦隊，在Ju 88巧妙的協同作戰下沙福郡號幾乎是面臨宣告沉沒的命運，但那時飛回來一批轟炸完斯塔萬格機場的布里斯托布倫海姆輕轟炸機（Bristol Blenheim）阻斷Ju 88的聯合作戰，這才讓沙福郡號倖免於難。
4月18日，德軍進佔挪威中部區域其中包括Åndalsnes、兰姆索斯與第三大城市特隆赫姆，但壞天氣阻擾了德國空軍的空中偵察，但24小時後Ju 88還是發現了法軍護航船團（Convoy）的蹤跡，隨後在Ju 88持續轟炸下成功大破輕巡洋艦伊敏。貝爾塔號（French cruiser Émile Bertin），這讓該艦被迫返回斯卡帕灣進行大修。
4月21日時，KG 30的第2大隊在Åndalsnes外海取得擊沉2艘反潛拖網漁船的勝利。
在此時以成立第一訓練機聯隊（Lehrgeschwader 1；簡稱：LG 1）並且在1940年逐步換裝Ju 88，並在1940年4月時由He 111與Ju 88組成隸屬於LG 1麾下的第三混成大隊開始加入戰鬥序列。
4月23日時，由LG 1與KG 30所組成的混成打擊武力開始打擊翁達爾斯內斯峽灣的盟軍武力。並擊沉一艘小型挪威籍的蒸汽船，但盟軍的防空火砲也擊落了一架隸屬於LG 1的轟炸機。
5月1日時，盟軍完成了在Åndalsnes的撤退活動。KG 30第2大隊的Ju 88企圖攻擊由英國分遣艦隊所掩護的撤退船團，但無功而返。位於納姆索斯的撤退活動也於2天後達成。英軍成功撤退的一部份原因可以歸諸於LG 1的第三大隊與KG 30和操作亨克爾轟炸機的單位開始轉調回國準備進行入侵法國戰役。

### 法國與低地國（荷兰）戰役

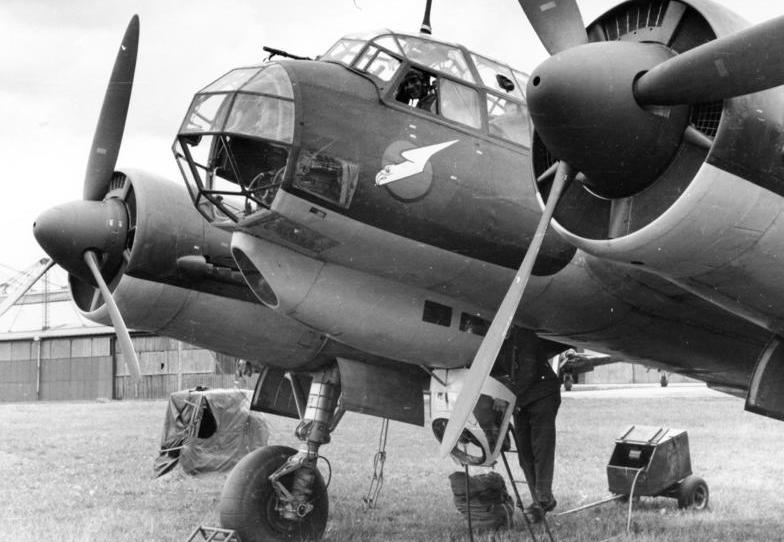
Ju 88A，約1940年。

1940年5月，返回德國本土的KG 30與LG 1正式回歸於第2航空隊編制內。該艦隊駐紮德國西北部底下統轄6個Ju 88大隊（但只有4個大隊滿編）總計100餘架。
位於德國西南部的第3航空隊只有麾下的第51轟炸機聯隊別名雪絨花（Kampfgeschwader 51；簡稱：KG 51）的第二大隊有配Ju 88，在侵法戰役期間總計只有22架Ju 88參戰，其中Ju 88的偵察機型也於此時進入服役。
5月10日，閃電戰爆發隸屬於第2航空隊的Ju 88發揮精準攻擊（pin-point attack）的能力，此時一位年僅23歲隸屬於KG 30第二轟炸大隊的中尉於戰役中正式嶄露頭角。這人就是Werner Baumbach並於4年後竄升到General der Kampfflieger，他對於此戰役有詳細論述
我們突然從挪威轉運回德國西北部駐地，並在簡報中得知英法聯軍登陸荷蘭與比利時。5月9日～10日晚上，我們接獲命令摧毀位於鹿特丹機場區域的防空火砲，士氣高昂的地勤人員在夜色的掩護下熟練的完成起飛準備動作，飛行員在此時把握機會小睡一下。並於凌晨0430時按照既定計畫起飛升空。在戰情室內，各指揮官分別得到特定目標指示並閱讀最新的戰情報告，不到片刻就有卡車將飛行員載往飛機旁邊準備起飛。此時飛機發動機早以做好暖機的準備，探照燈被打開照向飛航跑道，時間一到，大隊長鬆開煞車，Ju 88開始於跑道上滑行，其他機組人員也開始就定位。
在凌晨0431時，Ju 88開始緩緩升空，機隊以們開始緩慢的爬升到Ju 88所需要的飛行高度。不久之後，Ju 88機隊飛抵敵軍控制的荷蘭領空，領航員快速分析了一下狀況並宣布，我們正在敵軍的領空，我變更了自動駕駛儀，由我領隊的三架Ju 88轟炸機小隊飛過數個荷蘭城鎮；一挺防空炮開火了，但距離太遠故不構成威脅，地面上的霧氣開始清晰了，編隊飛過了濃霧，目標地的輪廓在我們的機翼下開始逐漸清晰起來。
我們開始搜鎖目標地，但由於濃霧的關係，無所察覺；但也保護了我方轟炸機隊 ，此時後衛機槍手示警在右下方位有敵方戰機迫近，我隨即一個急轉灣將機隊躲進濃霧中，二架僚機也隨後跟入
1940年5月10日至13日期間，第3航空隊下屬第51轟炸航空團的Ju 88混成轟炸單位取得擊毀了233到248架的盟軍飛機的戰績。在5月13至24日期間，KG 54聯隊的Ju 88負責打擊鐵道系統的任務，成功地癱瘓法國的後勤運輸系統。在1940年6月17日，隸屬於第30轟炸航空團底下的Ju 88在聖納澤爾外海擊沉蘭開斯特里亞號郵輪導致5,800名盟軍遇難。有133架的Ju 88投入入侵法國的閃電戰，由於A-1在性能上具有重大的缺陷；故造成了頗高的戰損率與失事事件，迫使再訓的飛行員（re-train crews）停止這一型飛機的訓練。有些飛行員甚至認為因為失事而造成的人員損失更甚於盟軍空軍，導致有請求轉調至He 111單位的聲浪。經過重新設計的Ju 88 A-5就此誕生，它採用較長的20.08 m（65 呎10½ 吋）翼展，這也成為後續機型的一大特徵。

### 北海戰役與大西洋戰役
在第二次大戰爆發之後，由於Ju 88出廠數量極少；其中只有I./KG 30得以裝配Ju 88 A-1。在1939年9月26日，一次小規模的聯合攻擊行動開始了主要是由I./KG 26的9架He 111與I./KG 30的4架Ju 88 A-1的主要的打擊目標是位於北海的英國海軍艦隊。
從1940年開始，針對挪威海岸線的防禦開始配備少數的Ju 88 A與C-2。而從1942年3月開始，KG 30為了攔截盟軍航向蘇聯的運補船團而開始於挪威北部配備Ju 88 A。在1943年5月27日時，為了阻擊PQ 16運輸船團出動了7架Ju-88-A俯衝轟炸機、7架的He 111魚雷轟炸機和5架戰鬥機卻只擊傷一艘驅逐艦。Ju-88最成功的一次突擊行動要算是攔截PQ 17船團，由於德國海軍犯下了把提尔皮茨號戰艦太早撤離戰場的錯誤，故只剩下俯衝轟炸機與潛艇可以進行聯手攔截，卻成功的擊沉24艘船艦總計損失142.000噸的物資。在1942年9月13號攔截PQ 18船團任務中，由於船團有配置搭載颶風戰鬥機的護航空母復仇者號以及有32架Handley Page Hampden轟炸機所提空的空中掩護下。雖然在KG 30與KG 26聯合打擊之下取得擊沉7艘的戰果，但在盟軍航空機的反擊下導致魚雷轟炸機損失率大增，也使得船團抵達摩爾曼斯克的時間嚴重落後。
在1942年6月中，在英國海岸線方面KG 40運用麾下的15架Ju 88 C擊落了6架的反潛巡邏機；讓U-Boot可以無後顧之憂的進行狩獵·到1942年9月之後為了攔截英國海軍開始將Ju 88 C配備到波爾多與洛里昂等兩大基地·但是從1943年開始盟軍開始配備B-24反潛機與布里斯托美鬥士戰鬥機長距離護航，甚至在1943年6月開始配備蚊式轟炸機，同時運補船團中也開始配備護航空母。Ju 88面臨的局勢逐漸開始惡化。Ju 88 C為了要對抗B-24機群加裝了一挺MG FF機砲並可攜帶60發的彈夾，但是它的射速與彈道並不能令人滿意·戰爭逐漸朝對德軍不利的方向前進，此時的Ju 88 C還需擔負夜晚攔截盟軍轟炸機的角色。但是在大西洋戰區方面卻沒有任何的接替機種或是針對Ju 88 C的改進計畫，這讓操作Ju 88 C的聯隊損失數量急速攀升到後來一次出勤架數下降到4～8架。在英國海岸戰區方面，由於英軍的空權力量日益增強導致Ju 88 C損失比例攀升，到諾曼地戰役時一次出勤架數只有到8～16架。

### 不列顛戰役
1940年8月，在戰事日趨激烈的同時A-1s與A-5s也抵達了操作單位。不列顛空戰消耗空軍實力甚多，Ju 88雖然速度遠快於Do 17轟炸機與He 111轟炸機，且部署的數量是最小的，但它在1940年7月到10月之間還是損失了313架，同一時期Do 17與He 111分別戰損了132架，與252架。
容克斯有鑑於此開發出一系列修改套件，將單管後衛機槍部位換成雙管機槍並安裝座艙裝甲。

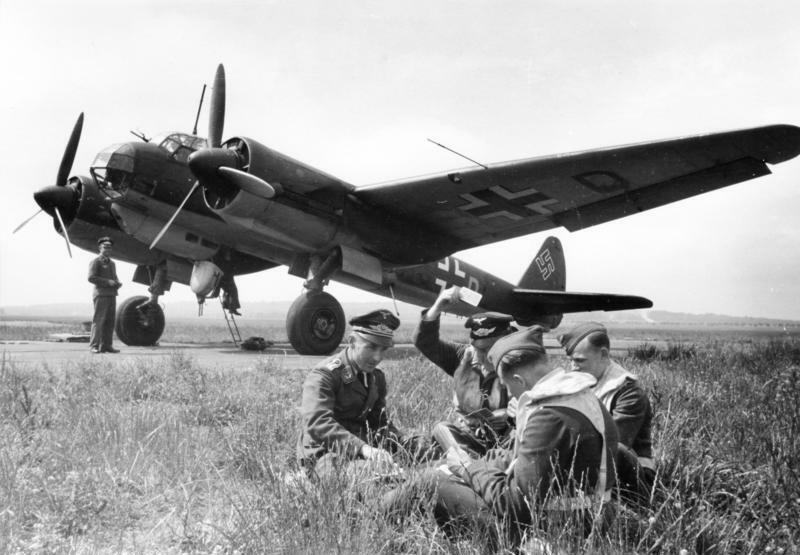
一群德軍機組員在他們的Ju 88A variant旁休息, 1942夏

在不列顛空戰的尾聲時，配備更強而有力的發動機旗艦機種A-4正式服役，雖然速度比A-1來的慢；但是A-1的性能缺陷卻被一掃而空，這讓A-4成為一架成熟優秀的軍機。德國空軍此時決定以A-4為基礎開發出Ju 88 C型的重型戰機。

### 地中海戰役

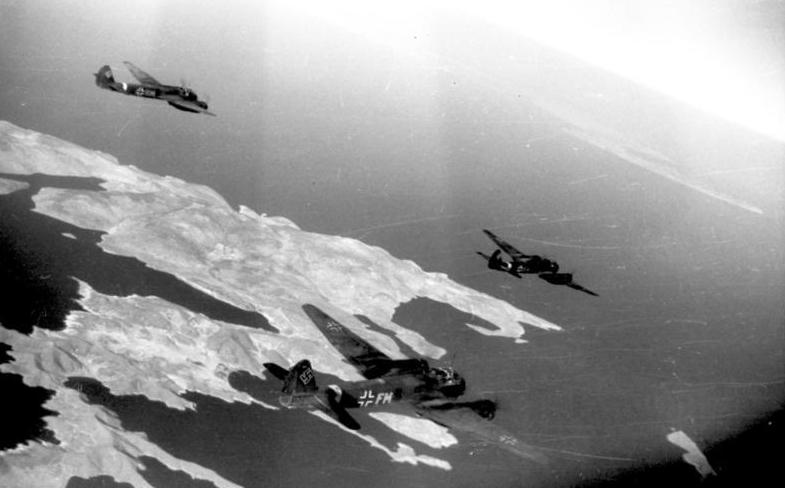
數架Ju 88在阿斯提帕莱亚上空執行任務

第一訓練機聯隊（Lehrgeschwader 1；簡稱：LG 1）在地中海戰場的初登場甚是成功。1月10日下午，3架Ju 88轟炸機出擊轟炸英國海軍光輝號空母（HMS Illustrious (87)）不過馬爾他基地早已受到Ju 87大肆轟炸而嚴重損害。縱然如此這3架Ju 88還是因為颶風戰機的攔截額未能成功。
從1940年11月開始，第10航空軍為了轟炸英國在馬爾他島與在北非的軍事基地以及攔截航行地中海的英國艦隊，從1941年1月12日開始移防60架的Ju 88 A-4與些許的Ju 88 D偵察機進駐到西西里島·
而後為了支援入侵南斯拉夫與希臘的任務，在1941年4月6號時，KG 30聯隊的Ju 88出擊目標是要轟炸薩格勒布與比雷埃夫斯以及打擊在克里特島區域活動的盟軍船隻，重創了許多盟軍船隻但在執行攻佔克里特島任務時損失了55架的Ju 88·
在1941年底飛抵西西里島的Bf 109 F戰機，於1942年5月時針對Ju 87與Ju 88對馬爾他島轟炸任務時進行護航，這次行動對於馬爾他島造成頗大損失並且摧毀許多架的颶風戰鬥機·
在1942年3月17日時，英國護航空母鷹號搭載了15架的噴火戰鬥機協防馬爾他島，同年4月20日美軍胡蜂號航空母艦（CV-7）運送45架的噴火戰鬥機到馬爾他島·雖然部分飛機在降落之後毀於隨後而來的轟炸，但是剩下來的戰機則成為該島的核心防衛武力·尤其是在1942年5月10日之後，德軍對該島的大轟炸並切斷對該島的供需補給·
在隔日也就是5月11日時，德國空軍發起了兩波的Ju 88空中攻擊目標是要摧毀可能會威脅從義大利開往北非運補船團的英國艦隊：成功的擊沉活潑號、吉卜林號與狐狼號等三艘驅逐艦，只有傑維斯帶著630名倖存者得以撤出戰場·
Ju 88夜戰型為了支援德意志非洲軍的作戰計畫，也是為了消除英軍的布里斯托標緻戰士夜戰機的威脅開始進駐北非· Ju 88針對盟軍對馬爾他島所發動的運補船團「魚叉作戰」的護航作戰進行強力轟炸讓盟軍損失頗為慘重·

### 東線戰場
在1941年夏天，操作Do 17的作戰單位幾乎都換裝成Ju 88，在攻俄戰役前夕大部分的轟炸機單位都是屬於操作He 111與Ju 88，只有少數例外。事實證明Ju 88對於東線的德軍而言是個無可言喻的珍貴資產，它對於扮演低空轟炸與機場攻擊的角色甚是成功，可以在承受機身損傷的情況下造成敵人巨大的損失。
1941年6月22日拂曉，有「閃電」之稱的第3轟炸航空團麾下的第3大隊對平斯克進行奇襲，成功摧毀地面上的60架蘇聯轟炸機。這讓隸屬於第10航空混和師團的第39轟炸聯隊損失43架圖波列夫SBa和5架Pe-2轟炸機。第51轟炸航空團派遣了了80架的Ju 88攻擊機場成功的摧毀了超過100架的敵機。由於蘇聯空軍並未進行疏散故成為德國空軍的活靶。
一份蘇聯第12裝甲軍團第23坦克師的報告指出：六月22日，Ju 88s的一個小規模的攻擊，使他們損失了40輛坦克。而Ju 88s卻只受到小規模的損傷·在1941年6月22日4時15分，III./KG 51攻擊在Kurovitsa的機場。摧毀了34架I-153戰鬥機，但卻被66架ShAP I-153s攔截。在德軍戰鬥機支援護航之前有6架Ju 88s被擊落·戰役的第一天, Ju 88損失數達23架。

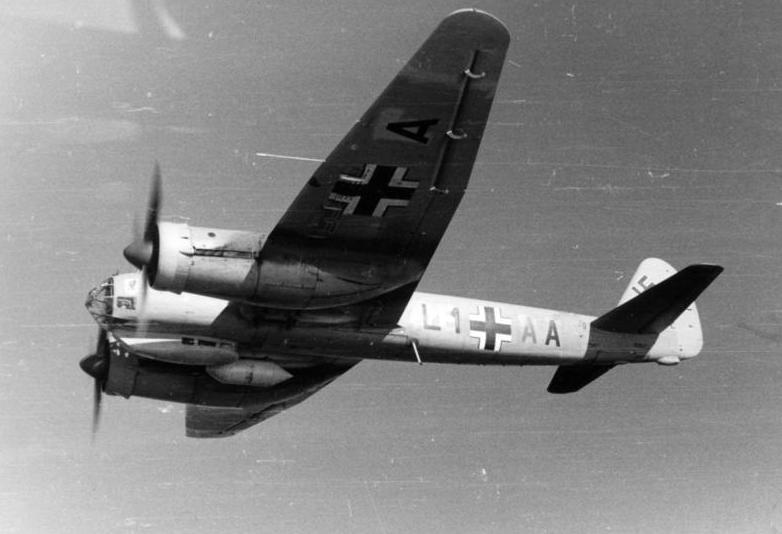
東線天空中的Ju 88A of LG 1, 1941年9月25日

因為Ju 87斯圖卡數量不足，Ju 88被分派作為直接地面支援的角色。這使得地面反擊造成的損失大幅增加。6月23日，第1轟炸航空團、第76轟炸航空團和第77轟炸航空團回報在敵軍領地上空損失了18架Ju 88。KG 76和KG 77回報損失22架Ju 88，其中12架100%地摧毀。
在北方，蘇聯空軍（俄语：Военно-воздушные силы）在西北前線的地面上損失了465架軍機，其中148架為轟炸機。素有「海德堡」之稱的KG 1聯隊也受損了33架的Ju 88，nj蘇聯北部空軍到6月22日為止被摧毀了1,720飛機，在8天之內被摧毀了890架的飛機同時有187架飛機受損。Ju 88s單位對於協助摧毀蘇維埃北方空軍武力具有莫大的貢獻。
在7月1日時，KG 51與KG 54這兩個轟炸聯隊的Ju 88s與KG 55聯手摧毀了22輛卡車與40輛坦克時可以得知Ju 88證實它具有俯衝轟炸的能力。對於催毀蘇軍西南方面軍的武力與鐵路運補能力頗有貢獻，同時也削弱了德軍第一裝甲軍團（Panzergruppe 1）的進攻阻力。
在波羅的海方面，Ju 88運用在挪威、法國戰役中同樣的俯衝轟炸戰術讓它在愛沙尼亞的戰役中成功的擊沉數艘蘇聯海軍船艦。在1941年8月8日塔林的Loksa Bay外海，KGr 806擊沉蘇聯驅逐艦Karl Marx號·
在8月28日時，KG 77與KGr 806運用Ju 88s總共擊沉了2,026 噸的汽船Vironia號，2,317 噸的Lucerne號，1,423 噸的Artis Kronvalds號與2,250 噸的破冰船Krisjanis Valdemars號·由於損失是如此的慘重，殘存的蘇維埃艦隊被迫改走較為艱難的航道·結果導致21軍艦其中包括5艘驅逐艦先後失事沉沒。
在8月29日時，Ju 88s的空中打擊導致3,974 噸的Vtoraya Pyatiletka號，2,190 噸的Kalpaks號與1,270 噸的Leningradsovet號運輸艦相繼沉沒·此外更重創了Ivan Papanin號，Saule號，Kazakhstan號與Serp i Molot號等軍艦·蘇軍士兵損失高達5,000人·

### 夜間戰場
在1940年5月15日，英國皇家空軍司令部決定針對德國工業目標進行夜間轟炸，此時的德國本土夜間空防力量並沒有夜戰機；只有區區的防空砲根本無力狙擊英軍的轟炸機群。7月20日時，赫爾曼·戈林命令尤瑟夫·康夫伯（Josef Kammhuber）將軍成立夜間戰鬥機武力。
1940年9月，其中第一夜戰機聯隊（Nachtjagdgeschwader 1；簡稱：NJG 1）第二大隊改名為第二夜戰機聯隊（Nachtjagdgeschwader 2；簡稱：NJG 2）第一大隊並採用Ju88 C-2來對抗英軍的夜間轟炸機群。首架將機翼從18.37m（60 ft 3¼in）延長到20m（65 ft 7½in）的C-4型驅逐機進入服役。1941年底德國本土夜間戰鬥系統逐漸成型。此時的德國地面雷達系統開始從沿著丹麥北方、德國本土、荷蘭、比利時與法國以及瑞士前線每12英哩設立一座雷達站，每一座雷達站偵查範圍約為30英哩並讓各夜戰機單位直接聽令於所轄雷達站指揮，這種新的夜間作戰管制策略被稱為Kammhuber Line，但是1941年時只有少數65座管制空域開始運作。

## 部署與編制
| 1940年4月9日威瑟堡行動            |                          |                   |                                                    |          |          |            |                                                      |
| 航空隊番號                        | 航空軍番號               | 任務聯隊 (航空團) | 駐地                                               | 機型     | 編制數量 | 可出擊數量 | 指揮官                                               |
| 第2航空隊                         | 無                       | 無                | 明斯特                                             | 無       | 無       | 無         | 阿爾貝特·凱塞林 一級上將                             |
| 第2航空隊                         | 第10航空軍               | 無                | 漢堡                                               | 無       | 無       | 無         | 漢斯·菲迪南德·盖斯勒 二級上將                        |
| 第2航空隊                         | 第10航空軍               | III/KG 4          | 呂訥堡                                             | Ju 88A   | 20       |            | 無                                                   |
| 第2航空隊                         | 第10航空軍               | Stab/KG 30        | 威斯特蘭                                           | Ju 88A   | 1        |            | 無                                                   |
| 第2航空隊                         | 第10航空軍               | Ⅰ/KG 30           | 威斯特蘭                                           | Ju 88A   | 25       |            | 無                                                   |
| 第2航空隊                         | 第10航空軍               | II/KG 30          | 威斯特蘭                                           | Ju 88A   | 30       |            | 無                                                   |
| 第2航空隊                         | 第10航空軍               | III/KG 30         | 威斯特蘭                                           | Ju 88A   | 13       |            | 無                                                   |
| 第2航空隊                         | 第10航空軍               | Z./KG 30          | 威斯特蘭                                           | Ju 88C-2 | 6        |            | 無                                                   |
| 1940年5月10日法國戰役             |                          |                   |                                                    |          |          |            |                                                      |
| 航空隊番號                        | 航空軍番號               | 任務聯隊 (航空團) | 駐地                                               | 機型     | 編制數量 | 可出擊數量 | 指揮官                                               |
| 第1航空隊                         | 無                       | 無                | 東普魯士                                           | 無       | 無       | 無         | Wilhelm Wimmer                                       |
| 第1航空隊                         |                          | II/KG 28          | 卡塞爾-羅斯威特機場 （Kassel-Rothwesten Airfield） | Ju 88A-1 | 4        | 2          | 無                                                   |
| 第2航空隊                         | 無                       | 無                | 明斯特                                             | 無       | 無       | 無         | 阿爾貝特·凱塞林 一級上將                             |
| 第2航空隊                         | 第二特殊航空軍 （ZBV 2） | 無                | 無                                                 | 無       | 無       | 無         | 無                                                   |
| 第2航空隊                         | 第二特殊航空軍 （ZBV 2） | III/KG 4          | 代爾門霍斯特                                       | Ju 88A-1 | 37       | 21         | 無                                                   |
| 第2航空隊                         | 第4航空軍                | 無                | 杜塞道夫                                           | 無       | 無       | 無         | 阿佛列。凱勒（Alfred Keller） 一級上將               |
| 第2航空隊                         | 第4航空軍                | Stab, I, II/KG 30 | 歐登堡                                             | Ju 88A-1 | 74       | 52         | 無                                                   |
| 第2航空隊                         | 第4航空軍                | III/KG 30         | 特里爾 （別名馬克斯）                              | Ju 88A-1 | 30       | 20         | 無                                                   |
| 第2航空隊                         | 第4航空軍                | Stab/LG 1         | 杜塞道夫                                           | Ju 88A-1 | 1        | 0          | 無                                                   |
| 第2航空隊                         | 第4航空軍                | II（K.）/LG 1     | 杜塞道夫                                           | Ju 88A-1 | 32       | 4          | 無                                                   |
| 第2航空隊                         | 第4航空軍                | III（K.）/LG 1    | 杜塞道夫                                           | Ju 88A-1 | 37       | 12         | 無                                                   |
| 第3航空隊                         | 無                       | 無                | 巴特奧爾布 （Bad Orb）                             | 無       | 無       | 無         | 胡戈·施佩勒 空軍上將                                 |
| 第3航空隊                         | 第5航空軍                | 無                | 維拉庫布萊 （Villacoublay）                        | 無       | 無       | 無         | 羅伯特·里特爾·馮·格萊姆 中將                         |
| 第3航空隊                         | 第5航空軍                | Stab, III/KG 51   | 萊希河畔蘭茨貝格                                   | Ju 88A-1 | 1        | 0          | 無                                                   |
| 第3航空隊                         | 第5航空軍                | I/KG 51           | 列希菲德                                           | Ju 88A-1 | 23       | 7          | 無                                                   |
| 第3航空隊                         | 第5航空軍                | II/KG 51          | 慕尼黑-里姆機場                                    | Ju 88A-1 | 38       | 15         | 無                                                   |
| 第5航空隊                         | 無                       | 無                | 奧斯陸                                             | 無       | 無       | 無         | 漢斯-尤根·史托普 空軍上將                            |
| 第5航空隊                         | 特隆赫姆 航空兵團        | 無                | 特隆赫姆                                           | 無       | 無       | 無         | Hans Ferdinand Geisler                               |
| 第5航空隊                         | 特隆赫姆 航空兵團        | Z./KG 30          | 特隆赫姆                                           | Ju 88C-2 | 15       | 5          | 無                                                   |
| 1940年8月13日英倫三島空戰         |                          |                   |                                                    |          |          |            |                                                      |
| 航空隊番號                        | 航空軍番號               | 任務聯隊 (航空團) | 駐地                                               | 機型     | 編制數量 | 可出擊數量 | 指揮官                                               |
| 第2航空隊                         | 無                       | 無                | 布魯塞爾                                           | 無       | 無       | 無         | 阿爾貝特·凱塞林元帥                                  |
| 第2航空隊                         | 第1航空軍                | 無                | 漢堡                                               | 無       | 無       | 無         | Ulrich Grauert一級上將                               |
| 第2航空隊                         | 第1航空軍                | II./KG 76         | 克雷伊                                             | Ju 88A   | 36       | 28         | 無                                                   |
| 第2航空隊                         | 第1航空軍                | KG 77             |                                                    | Ju 88A   |          |            | 無                                                   |
| 第2航空隊                         | 第9航空師                | 無                |                                                    | 無       | 無       | 無         | Joachim Coeler上將                                   |
| 第2航空隊                         | 第9航空師                | Ⅲ./KG 4           | 史基浦機場                                         | Ju 88A   | 35       | 23         | 無                                                   |
| 第2航空隊                         | 第9航空師                | Stab/KG 40'       | 布雷斯特                                           | Ju 88A   | 1        | 1          | 無                                                   |
| 第3航空隊                         | 無                       | 無                | 巴黎                                               | 無       | 無       | 無         | 胡戈·施佩勒元帥                                      |
| 第3航空隊                         | 第4航空軍                | 無                | 漢堡                                               | 無       | 無       | 無         | 阿佛列。凱勒 一級上將                                |
| 第3航空隊                         | 第4航空軍                | Stab LG1          | 奧爾良機場                                         | Ju 88A   | 2        | 1          | Bülowius中校                                         |
| 第3航空隊                         | 第4航空軍                | Ⅰ./LG1            | 奧爾良機場                                         | Ju 88A   | 33       | 23         | Kern上尉                                             |
| 第3航空隊                         | 第4航空軍                | Ⅱ./LG1            | 奧爾良機場                                         | Ju 88A   | 34       | 24         | Dobratz少校                                          |
| 第3航空隊                         | 第4航空軍                | Ⅲ./LG1            | 奧爾良機場                                         | Ju 88A   | 34       | 23         | Dr Bormann少校                                       |
| 第3航空隊                         | 第4航空軍                | KGr 806           | 康城Carpiquet機場                                  | Ju 88A   | 33       | 22         | Linke上尉                                            |
| 第3航空隊                         | 第5航空軍                | 無                | Vélizy （Villacoublay機場）                        | 無       | 無       | 無         | 羅伯特·里特爾·馮·格萊姆 空軍上將                     |
| 第3航空隊                         | 第5航空軍                | Stab KG51         | 巴黎－奧利機場                                     | Ju 88A   | 1        | 1          | Schulz-Heyn少校                                      |
| 第3航空隊                         | 第5航空軍                | Ⅰ./KG51           | 默倫機場 （Melun機場）                             | Ju 88A   | 30       | 21         | von Greiff上尉                                       |
| 第3航空隊                         | 第5航空軍                | Ⅱ./KG51           | 埃唐普 （Etampes-Mondésir）                        | Ju 88A   | 34       | 24         | Winkler少校                                          |
| 第3航空隊                         | 第5航空軍                | Ⅲ./KG51           | 埃唐普                                             | Ju 88A   | 32       | 25         | Marienfeld少校                                       |
| 第3航空隊                         | 第5航空軍                | Ⅰ./KG54           | 埃夫勒                                             | Ju 88A   | 35       | 29         | Heydebreck上尉                                       |
| 第3航空隊                         | 第5航空軍                | Ⅱ./KG54           | St André                                           | Ju 88A   | 31       | 23         | Schlaeger上尉                                        |
| 第5航空隊                         | 無                       | 無                | 巴黎                                               | 無       | 無       | 無         | 漢斯-尤根·史托普 一級上將                            |
| 第5航空隊                         |                          | Stab KG30         | 奧爾堡                                             | Ju 88A   | 1        | 1          | Loebel上校                                           |
| 第5航空隊                         |                          | Ⅰ./KG30           | 奧爾堡                                             | Ju 88A   | 40       | 34         | Doench少校                                           |
| 第5航空隊                         |                          | Ⅲ./KG30           | 奧爾堡                                             | Ju 88A   | 35       | 27         | Kollewe上尉                                          |
| 1940年9月7日英倫三島空戰          |                          |                   |                                                    |          |          |            |                                                      |
| 航空隊番號                        | 航空軍番號               | 任務聯隊 (航空團) | 駐地                                               | 機型     | 編制數量 | 可出擊數量 | 指揮官                                               |
| 第2航空隊                         | 無                       | 無                | 布魯塞爾                                           | 無       | 無       | 無         | 阿爾貝特·凱塞林元帥                                  |
| 第2航空隊                         | 第1航空軍                | 無                | 漢堡                                               | 無       | 無       | 無         | Ulrich Grauert一級上將                               |
| 第2航空隊                         | 第1航空軍                | III./KG 1         | 亞眠 （Rosières-en-Santerre）                      | Ju 88A   | 9        |            | Heinz Fischer上尉                                    |
| 第2航空隊                         | 第1航空軍                | II./KG 76         | 克雷伊                                             | Ju 88A   | 27       | 21         | 無                                                   |
| 第2航空隊                         | 第1航空軍                | Stab/KG77         | 拉昂                                               | Ju 88A   | 1        | 1          | Johann Raithel中校                                   |
| 第2航空隊                         | 第1航空軍                | Ⅰ./KG77           | 拉昂                                               | Ju 88A   | 36       | 31         |                                                      |
| 第2航空隊                         | 第1航空軍                | Ⅱ./KG77           | Asch-Nord                                          | Ju 88A   | 32       | 25         |                                                      |
| 第2航空隊                         | 第1航空軍                | III./KG77         | 拉昂                                               | Ju 88A   | 30       | 19         |                                                      |
| 第2航空隊                         | 第9航空師                | 無                |                                                    | 無       | 無       | 無         | Joachim Coeler上將                                   |
| 第2航空隊                         | 第9航空師                | Ⅲ./KG 4           | 史基浦機場                                         | Ju 88A-4 | 30       | 14         | 無                                                   |
| 第2航空隊                         | 第9航空師                | Stab/KG30         | 布魯塞爾                                           | Ju 88A-4 | 1        | 1          | Herbert Rieckhoff中校                                |
| 第2航空隊                         | 第9航空師                | Ⅰ./KG30           | 布魯塞爾                                           | Ju 88A-4 | 10       | 1          | Heinrich Lau上尉                                     |
| 第2航空隊                         | 第9航空師                | Ⅲ./KG30           | Gilze en Rijen                                     | Ju 88A-4 | 30       | 24         | Mahrenholtz上尉                                      |
| 第2航空隊                         | 第9航空師                | Stab/KG40         | 波爾多                                             | Ju 88A-4 | 2        | 1          |                                                      |
| 1941年8月13日北非戰場與地中海戰役 |                          |                   |                                                    |          |          |            |                                                      |
| 航空隊番號                        | 航空軍番號               | 任務聯隊 (航空團) | 駐地                                               | 機型     | 編制數量 | 可出擊數量 | 指揮官                                               |
|                                   | 第10航空軍               | 無                | 漢堡                                               | 無       | 無       | 無         | 漢斯·菲迪南德·盖斯勒 二級上將                        |
|                                   | 第10航空軍               | 1.（F）/121       | 卡塔尼亞                                           | Ju 88D-1 | 15       | 9          |                                                      |
|                                   | 第10航空軍               | 2.（F）/121       | 卡塔尼亞                                           | Ju 88D-1 | 14       | 7          |                                                      |
|                                   | 第10航空軍               | Stab/LG1          | 卡塔尼亞                                           | Ju 88A-4 | 1        | 1          | Friedrich Karl Knust上校                             |
|                                   | 第10航空軍               | Ⅱ./LG1            | 卡塔尼亞                                           | Ju 88A-4 | 26       | 20         | Gerhard Kollewe少校                                  |
|                                   | 第10航空軍               | Ⅲ./LG1            | 卡塔尼亞                                           | Ju 88A-4 | 40       | 11         | Dr. Ernst Bormann少校                                |
|                                   | 第10航空軍               | Ⅲ./KG30           | 卡塔尼亞                                           | Ju 88A-4 | 27       | 24         | Mahrenholtz上尉                                      |
|                                   | 非洲航空兵團             | 無                | 班加西                                             | 無       | 無       | 無         | Stefan Fröhlich 二級上將                             |
|                                   | 非洲航空兵團             | 8./LG1            | 班加西                                             | Ju 88A   | 26       | 20         |                                                      |
| 1942年9月20日北非戰場與地中海戰役 |                          |                   |                                                    |          |          |            |                                                      |
| 航空隊番號                        | 航空軍番號               | 任務聯隊 (航空團) | 駐地                                               | 機型     | 編制數量 | 可出擊數量 | 指揮官                                               |
| 第2航空隊                         | 無                       | 無                | 布魯塞爾                                           | 無       | 無       | 無         | 阿爾貝特·凱塞林元帥                                  |
| 第2航空隊                         | 南方司令部 （OB Süd）    | 無                |                                                    | 無       | 無       | 無         | 同上                                                 |
| 第2航空隊                         | 南方司令部 （OB Süd）    | Stab (F)122       | 特拉帕尼                                           | Ju 88D-1 | 3        | 1          | 無                                                   |
| 第2航空隊                         | 南方司令部 （OB Süd）    | 2.（F）122        | 特拉帕尼                                           | Ju 88D-1 | 11       | 8          | 無                                                   |
| 第2航空隊                         | 第2航空軍                | 無                | 西西里島                                           | 無       | 無       | 無         | 布鲁诺·勒尔策一級上將                                |
| 第2航空隊                         | 第2航空軍                | 1.（F）/122       | 特拉帕尼                                           | Ju 88D-1 | 17       | 6          | 無                                                   |
| 第2航空隊                         | 第2航空軍                | Stab./KG54        | 卡塔尼亞                                           | Ju 88A-4 | 2        | 1          | Walter Marienfeld中校                                |
| 第2航空隊                         | 第2航空軍                | Ⅰ./KG54           | 卡塔尼亞                                           | Ju 88A-4 | 32       | 14         | Georg Graf von Platen上尉                            |
| 第2航空隊                         | 第2航空軍                | Ⅱ./KG54           | 卡塔尼亞                                           | Ju 88A-4 | 26       | 15         | Otto Köhnke上尉                                      |
| 第2航空隊                         | 第2航空軍                | Ⅲ./KG54           | 卡塔尼亞                                           | Ju 88A-4 | 31       | 9          | Richard Linke少校                                    |
| 第2航空隊                         | 第2航空軍                | Stab./KG77        | 科米諾島                                           | Ju 88A-4 | 2        | 2          | 無                                                   |
| 第2航空隊                         | 第2航空軍                | Ⅰ./KG77           | 卡塔尼亞 科米諾島                                  | Ju 88A-4 | 33       | 14         | 無                                                   |
| 第2航空隊                         | 第10航空軍               | 無                | 克里特島                                           | 無       | 無       | 無         | 漢斯·菲迪南德·蓋斯勒 二級上將                        |
| 第2航空隊                         | 第10航空軍               | 2.（F）/123       | Kastelli                                           | Ju 88D-1 | 15       | 7          | 無                                                   |
| 第2航空隊                         | 第10航空軍               | Stab/LG1          | 伊拉克利翁                                         | Ju 88A-4 | 2        | 2          | 無                                                   |
| 第2航空隊                         | 第10航空軍               | Ⅰ./LG1            | 伊拉克利翁                                         | Ju 88A-4 | 31       | 16         | 無                                                   |
| 第2航空隊                         | 第10航空軍               | Ⅱ./LG1            | 伊拉克利翁                                         | Ju 88A-4 | 30       | 19         | 無                                                   |
| 第2航空隊                         | 第10航空軍               | Ⅱ./KG77           | Tympaki                                            | Ju 88A-4 | 28       | 13         | 無                                                   |
| 第2航空隊                         | 第10航空軍               | Ⅲ./KG77           | Tympaki                                            | Ju 88A-4 | 28       | 12         | 無                                                   |
| 1941年6月22日巴巴羅薩行動         |                          |                   |                                                    |          |          |            |                                                      |
| 航空隊番號                        | 航空軍番號               | 任務聯隊 (航空團) | 駐地                                               | 機型     | 編制數量 | 可出擊數量 | 指揮官                                               |
| 第1航空隊                         | 無                       | 無                | 因斯特堡                                           | 無       | 無       | 無         | 阿佛列。凱勒一級上將                                 |
| 第1航空隊                         | 第1航空軍                | 無                | 貢賓嫩                                             | 無       | 無       | 無         | Helmuth Förster 空軍上將                             |
| 第1航空隊                         | 第1航空軍                | II/KG 1           | Powunden                                           | Ju 88A   | 29       | 27         | 無                                                   |
| 第1航空隊                         | 第1航空軍                | III/KG 1          | Eichwalde bei Labiau                               | Ju 88A   | 30       | 29         | 無                                                   |
| 第1航空隊                         | 第1航空軍                | Stab/KG 76        | Gerdauen                                           | Ju 88A   | 1        | 0          | 無                                                   |
| 第1航空隊                         | 第1航空軍                | I/KG 76           | Gerdauen                                           | Ju 88A   | 33       | 22         | 無                                                   |
| 第1航空隊                         | 第1航空軍                | II/KG 76          | Jürgenfelde                                        | Ju 88A   | 30       | 25         | 無                                                   |
| 第1航空隊                         | 第1航空軍                | III/KG 76         | 薛夫拜爾 （森波波爾）                              | Ju 88A   | 39       | 22         | 無                                                   |
| 第1航空隊                         | 第1航空軍                | Stab/KG 77        | 海林拜爾 （馬莫諾夫）                              | Ju 88A   | 1        | 1          | 無                                                   |
| 第1航空隊                         | 第1航空軍                | I/KG 77           | 伊紹 （加里寧格勒州）                              | Ju 88A   | 30       | 23         | 無                                                   |
| 第1航空隊                         | 第1航空軍                | II/KG 77          | 奧爾內塔                                           | Ju 88A   | 31       | 23         | 無                                                   |
| 第1航空隊                         | 第1航空軍                | III/KG 77         | 海林拜爾 （馬莫諾夫）                              | Ju 88A   | 29       | 20         | 無                                                   |
| 第2航空隊                         | 無                       | 無                | 華沙                                               | 無       | 無       | 無         | 阿爾貝特·凱塞林元帥                                  |
| 第2航空隊                         | 無                       | 無                | 奧特沃茨克                                         | 無       | 無       | 無         | 布鲁诺·勒尔策一級上將                                |
| 第2航空隊                         | 無                       | Stab/KG 3         | 登布林                                             | Ju 88A   | 2        | 2          | 無                                                   |
| 第2航空隊                         | 無                       | I/KG 3            | 登布林                                             | Ju 88A   | 41       | 32         | 無                                                   |
| 第2航空隊                         | 無                       | II/KG 3           | 登布林                                             | Ju 88A   | 38       | 32         | 無                                                   |
| 第4航空隊                         | 無                       | 無                | 熱舒夫                                             | 無       | 無       | 無         | Alexander Löhr一級上將                               |
| 第4航空隊                         | 第5航空軍                | 無                | 扎莫希奇                                           | 無       | 無       | 無         | 羅伯特·里特爾·馮·格萊姆 空軍上將                     |
| 第4航空隊                         | 第5航空軍                | Stab/KG 51        | 克羅斯諾                                           | Ju 88A   | 2        | 2          | Hans Bruno Schulz-Heyn                               |
| 第4航空隊                         | 第5航空軍                | I/KG 51           | 克羅斯諾                                           | Ju 88A   | 22       | 22         | Heinrich Hahn                                        |
| 第4航空隊                         | 第5航空軍                | II/KG 51          | 克羅斯諾                                           | Ju 88A   | 36       | 29         | Wilhelm von Friedeburg                               |
| 第4航空隊                         | 第5航空軍                | III/KG 51         | Lezany                                             | Ju 88A   | 32       | 28         | Walters Marienfeld                                   |
| 第4航空隊                         | 第5航空軍                | Stab/KG 54        | Lublin-Swidnik                                     | Ju 88A   | 1        | 1          | 無                                                   |
| 第4航空隊                         | 第5航空軍                | I/KG 54           | Lublin-Swidnik                                     | Ju 88A   | 34       | 31         | 無                                                   |
| 第4航空隊                         | 第5航空軍                | II/KG 54          | Lublin-Swidnik                                     | Ju 88A   | 36       | 33         | 無                                                   |
| 1942年6月28日藍色行動             |                          |                   |                                                    |          |          |            |                                                      |
| 航空隊番號                        | 航空軍番號               | 任務聯隊 (航空團) | 駐地                                               | 機型     | 編制數量 | 可出擊數量 | 指揮官                                               |
| 第1航空隊                         | 無                       | 無                |                                                    | 無       | 無       | 無         | Wilhelm Wimmer                                       |
| 第1航空隊                         |                          | II /KG 1          | 德諾                                               | Ju 88A-4 | 29       | 17         | Heinz Laube                                          |
| 第1航空隊                         |                          | III /KG 1         | 德諾                                               | Ju 88A-4 | 26       | 19         | Hans Keppler                                         |
| Luftwaffenkomando Ost             | 無                       | 無                |                                                    | 無       | 無       | 無         | 漢斯·菲迪南德·盖斯勒 二級上將                        |
| Luftwaffenkomando Ost             |                          | Stab/KG 3         | 布良斯克                                           | Ju 88A   | 2        | 1          | 無                                                   |
| Luftwaffenkomando Ost             |                          | Ⅰ/KG 3            | 勒熱夫                                             | Ju 88A-4 | 36       | 18         | 無                                                   |
| Luftwaffenkomando Ost             |                          | II/KG 3           | 布良斯克                                           | Ju 88A-4 | 27       | 16         | 無                                                   |
| Luftwaffenkomando Ost             |                          | III/KG 3          | 布良斯克                                           | Ju 88A-4 | 29       | 20         | 無                                                   |
| 第4航空隊                         | 無                       | 無                | 波爾塔瓦                                           | 無       | 無       | 無         | Generalfeldmarschall Wolfram Freiherr von Richthofen |
| 第4航空隊                         |                          | Stab/KG 51        | 札波羅結                                           | Ju 88    | 2        | 2          | 無                                                   |
| 第4航空隊                         |                          | I /KG 54          | 卡爾可夫                                           | Ju 88    | 32       | 26         | 無                                                   |
| 第4航空隊                         |                          | II /KG 51         | 札波羅結                                           | Ju 88A-4 | 33       | 19         | 無                                                   |
| 第4航空隊                         |                          | III /KG 51        | 卡爾可夫                                           | Ju 88A-4 | 33       | 24         | 無                                                   |

## Ju88各型性能諸元資料[58]
|                        |                                             |              |                           |                                                        |                              |                  |                            |            |
| 型號：                 | Ju 88 A-1                                   | Ju 88 A-5    | Ju 88 A-4                 | Ju 88 C-6                                              | Ju 88 G-1                    | Ju 88 G-6        | Ju 88 S-1                  |            |
| 生產廠商               | 容克斯公司                                  | 容克斯公司   | 容克斯公司                | 容克斯公司                                             | 容克斯公司                   | 容克斯公司       | 容克斯公司                 | 容克斯公司 |
| 用途                   | 俯衝轟炸                                    | 俯衝轟炸     | 俯衝轟炸                  | 驅逐機 夜間戰鬥機                                      | 夜間戰鬥機                   | 夜間戰鬥機       | 快速轟炸機                 |            |
| 發動機：               | Jumo 211 B-1                                | Jumo 211 B-1 | Jumo 211 J-1              | Jumo 211 J                                             | BMW 801 D-2                  | Jumo 213A-1      | BMW 801 D                  |            |
| 引擎最大出力：         | 1,184匹hp                                   | 1,184匹hp    | 1,401匹hp                 | 1,401匹hp                                              | 1,677匹hp                    | 1,726匹hp        | 1,726匹hp                  |            |
| 乘員數：               | 4                                           | 4            | 4                         | 3                                                      | 3                            | 3                |                            |            |
| 長度                   | 14.36m                                      | 14.36m       | 14.36m                    | 14.36m                                                 | 15.50m                       | 14.36m           | 14.85m                     |            |
| 高度                   | 4.85m                                       | 4.85m        | 4.85m                     | 4.85m                                                  | 5.07m                        | 4.85m            | 4.85m                      |            |
| 翼展                   | 18.37m                                      | 20.08m       | 20.08m                    | 20.08m                                                 | 20.08m                       | 20.08m           | 20.08m                     |            |
| 翼面積：               | 52.5m²                                      | 54.7m²       | 54.7m²                    | 54.7m²                                                 | 54.7m²                       | 54.7m²           | 54.7m²                     |            |
| 起飛重量：             | 12,450kg                                    | 12,450 kg    | 13,750 kg                 | 10,490 kg                                              | 14,690 kg                    | 12,400 kg        | 13,800 kg                  |            |
|                        |                                             |              |                           |                                                        |                              |                  |                            |            |
| 飛行性能               |                                             |              |                           |                                                        |                              |                  |                            |            |
| 翼負荷：               | 237.14 kg/m²                                | 220.67 kg/m² | 251.37 kg/m²              | 191.77 kg/m²                                           | 268.55 kg/m²                 | 226.69 kg/m²     |                            |            |
| 最大升限：             | 7,500m                                      | 7,500 m      | 7,500 m                   | 8,000 m                                                | 9,900 m                      | 10,000 m         | 10,500 m 11,500 m （GM-1） |            |
| 極速：                 | 400 km/h                                    | 460 km/h     | 500 km/h                  | 540 km/h                                               | 550 km/h                     | 580 km/h         | 559 km/h 610 km/h （GM-1） |            |
| 巡航速度：             | 370 km/h                                    | 370 km/h     | 385 km/h                  | 490 km/h                                               | 480 km/h                     | 510 km/h         | 570 km/h （GM-1）          |            |
| 最大航程：             | 2,030km                                     | 2,030 km     | 3,150 km                  | 2,300 km                                               | 2,500 km                     | 1,700 km         |                            |            |
|                        |                                             |              |                           |                                                        |                              |                  |                            |            |
| 武裝系統               |                                             |              |                           |                                                        |                              |                  |                            |            |
| 駕駛艙前方區域：       | 1×MG 15機槍                                 | 同A-1        | 1×MG 81機槍               | 無                                                     | 無                           | 無               | 無                         |            |
| 機鼻區域               | 無                                          | 無           | 無                        | 1×MG FF機炮 3×MG 17機槍 （驅逐機型）                   | 無                           | 無               | 無                         |            |
| 駕駛艙後方區域：       | 1×MG 15機槍                                 | 同A-1        | 2×MG 81機槍               | 2×MG 81機槍 （驅逐機型） 1×MG 131重機槍 （夜間戰鬥機） | 1×MG 131重機槍               | 同G-1            | 同G-1                      |            |
| 機腹吊艙向前開火砲塔： | 無                                          | 無           | 無                        | 2×MG-FF/M機砲 （驅逐機型）                             | 4×MG 151/20機炮              | 同G-1            | 無                         |            |
| 機腹吊艙向後開火砲塔： | 1×MG 15機槍                                 | 同A-1        | 1×MG 81Z機槍              | 無                                                     | 無                           | 無               | 無                         |            |
| 武裝系統4 （夜戰機）： | 無                                          | 無           | 無                        | 無                                                     | 1挺雙聯發MG 151/20傾斜式機砲 | 同G-1            | 無                         |            |
|                        |                                             |              |                           |                                                        |                              |                  |                            |            |
| 掛彈量                 |                                             |              |                           |                                                        |                              |                  |                            |            |
| 炸彈艙內：             | 28×SC50                                     | 同A-1        | 同A-1                     | 10×SC50                                                | 無                           | 無               |                            |            |
| 機腹載彈量：           | 4×SC500                                     | 同A-1        | 2×SC1000 2×SC500 6×SC500  | 10×SC50                                                | 無                           | 無               |                            |            |
| 內翼載彈量：           | 2×ETC 500 / IXd 2×SC250或SC1000 1×LM A/LM B | 同A-1        | 同A-1                     | 無                                                     | 無                           | 無               |                            |            |
| 外翼載彈量：           | 2×ETC 500 2×SC250                           | 同A-1        | 2×ETC 500 2×SC250C或SC500 | 無                                                     | 無                           | 無               |                            |            |
|                        |                                             |              |                           |                                                        |                              |                  |                            |            |
| 主動式雷達系統：       | 無                                          | 無           | 無                        | FuG 202 B/C⑭ FuG 212 C1⑮ FuG 220 SN2⑯                  | 無                           | FuG 350 Naxos-Z⑰ |                            |            |

- ⑦
- ⑨
- ⑩原文為ETC500，譯為派龍架可掛載500公斤的炸彈
- ⑪LM A/LM B，譯為巨型炸彈差異在於A：500公斤；B：900公斤
- ⑫機翼內側有兩組派龍架
- ⑬機翼外側有兩組派龍架
- ⑭在1942年底列為標準配備
- ⑮在1943年中期列為標準配備
- ⑯在1943年初期列為標準配備
- ⑰可以鎖定英軍的電子訊號H2S雷達（英语：H2S radar）

## Ju 88的產量

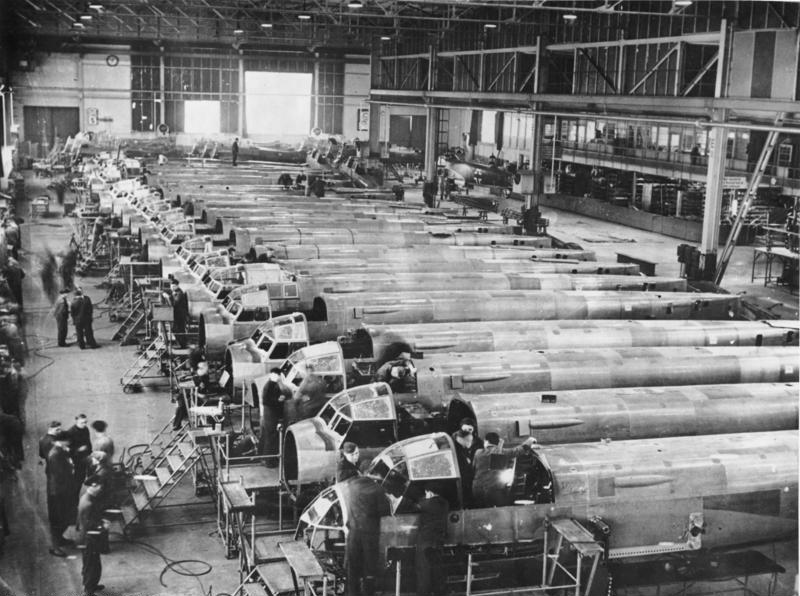
生產線上的Ju 88

在1938年9月，容克將V6型原型機更名為A-0，也就是Ju 88A系列以進行大規模量產，初期為了符合德國空軍特殊的喜好故設計為俯衝轟炸機，主要是做為Ju 86, Do 17與He 111的接棒者，在1939年中期之後，Ju 88 A-1才進入服役階段，到1943年3月為止容克斯預計要交付8300架的Ju 88，容克斯董座認為實際上最多可生產6800架，但是由於鋁原料與熟練技工的短缺讓預估下降到4199架，最後因為生產過程不斷的延遲：到1939年12月為止只有交付27架的Ju 88 A-1。

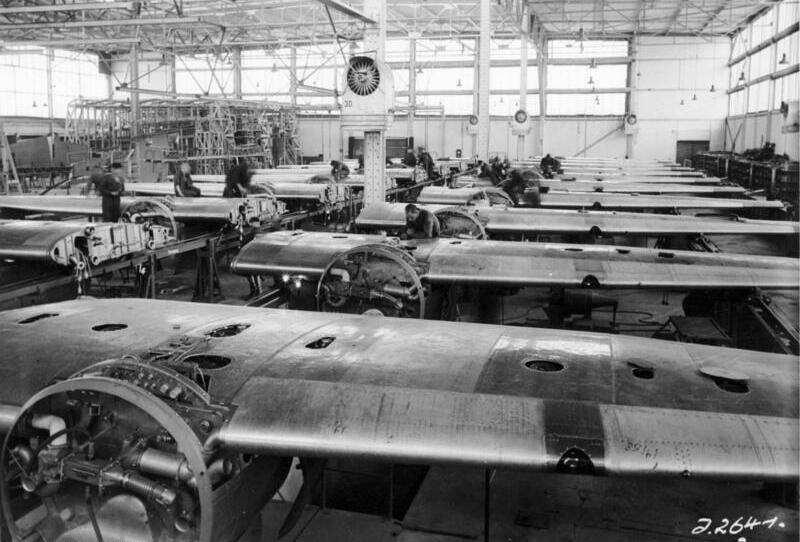
機翼裝配線

Ju 88在容克的生產體系中：主要生產線是由德紹廠負責，最後組裝是在貝恩堡進行，容克斯位於阿舍斯萊本的工廠則生產機殼，機翼方面則在哈爾伯施塔特廠生產，機尾和發動機殼則是在利奧波德館生產·但是為了能快速補充前線Ju 88的戰損開始要求位於布蘭登堡與哈維爾的阿拉多廠，位於卡塞爾的亨舍爾廠，位於維斯馬的都尼爾與廠，位於奧拉寧堡的亨克爾廠，位於萊比錫的通用運輸公司，位於哈雷的西贝尔廠加入生產行列，底盤由沃爾夫斯堡國民汽車城負責，起落架方面則是由位於呂塞爾斯海姆的歐寶廠供應。
Jumo 211發動機主要是由容克位於德紹、馬德堡、克滕、舍訥貝克與布雷斯勞等工廠負責生產。為了滿足迫切的軍需開始讓汽車聯盟公司與位於陶哈的中央汽車公司和Stoewer的子公司，於在1935年時於斯德丁郊區阿尼姆成立波美拉尼亞發動機公司（heute Załom）根據許可的引擎型號。大約生產9300架的Ju 88 A型（其中包括了一些S-3型）、1900架的Ju 88 A型，D型與T-3型偵查機與將近3700架Ju 88 C型，R型與G型的夜戰機與驅逐機。
1939年Ju 88 A-1的出廠數量只到100架，在1940年Ju 88 A-1型、A-5型與D型的出廠數量上升到2400架，1941年Ju 88 A-5型、A-4型與D型的出廠數量上升到2780架。到1942年交付了2270架的Ju 88 A型。1943年則交付了2160架的Ju 88，但在盟軍的空權壓力下，Ju 88的損失並沒超過其總架數的一半（低於一千架）。
在1944年6月18日時，德國空軍迫於情勢於下令停止Ju 88戰鬥機型號的生產。然後於1944年9月時，希特勒親自下達停止轟炸機的生產。
在戰爭初期驅逐機處於低速生產狀態：1940年交付62架的Ju 88 C其中大部分都是屬於Ju 88 C-2，1941年交付66架的Ju 88 C則為Ju 88 C-4。當由於戰爭逐漸步入對於德國不利的局面，故德國空軍被迫採取守勢·在1945年1月生產線關閉之前，總共交付了188架的夜間戰鬥機其中大多數為G-6，但在盟軍的戰略轟炸下合成汽油工業面臨損失慘重的破壞；進而導致無油可用的局面。
到1945年5月31為止，Ju 88出廠數量：
| 型號           | 容克斯JFM | 亨舍爾HFW | 阿拉多ArB | ATG  | 西貝爾飛機SFH | 都尼爾NDW | 亨克爾HWO | 都尼爾DWM | 總架數 | 用途     |
| -------------- | --------- | --------- | --------- | ---- | ------------- | --------- | --------- | --------- | ------ | -------- |
| A-1            | 234       | 157       | 171       | 130  | 96            | 160       | 160       | 162       | 1270   | 轟炸機   |
| A-1 Aufkl.     | 115       |           |           |      |               |           |           |           | 115    | 偵察機   |
| A-5            | 86        | 192       | 169       | 140  | 174           | 258       | 258       | 53        | 1330   | 轟炸機   |
| A-5 Aufkl.     | 298       |           |           |      |               |           |           |           | 298    | 偵察機   |
| A-6            |           | 122       | 131       |      |               |           |           |           | 253    | 轟炸機   |
| A-4            | 372       | 1241      | 161       | 115  |               | 153       | 290       |           | 2332   | 轟炸機   |
| A-4tp          | 672       |           |           | 1062 |               |           |           |           | 1734   | 轟炸機   |
| A-4/A-4tp      |           |           |           |      | 1435          |           |           |           | 1435   | 轟炸機   |
| A-10           |           |           |           | 20   | 20            |           |           |           | 40     | 轟炸機   |
| A-14 = A-4cuto |           | 743       |           |      |               |           |           |           | 743    | 轟炸機   |
| C-4            | 60        |           |           |      |               |           |           |           | 60     | 驅逐機   |
| C-6            | 835       |           |           |      | 65            |           |           |           | 900    | 驅逐機   |
| D-2            | 85        |           |           |      |               |           |           |           | 85     | 偵察機   |
| D-1            | 374       |           |           |      |               |           |           |           | 374    | 偵察機   |
| D-1tp          | 757       |           |           |      |               |           |           |           | 757    | 偵察機   |
| D-5            | 36        |           |           |      |               |           |           |           | 36     | 偵察機   |
| D-5tp          | 189       |           |           |      |               |           |           |           | 189    | 偵察機   |
| R-2            | 190       |           |           |      |               |           |           |           | 190    | 夜間戰機 |
| G-1            | 1242      |           |           |      |               |           |           |           | 1242   | 夜間戰機 |
| G-6            | 1280      |           |           |      |               |           |           |           | 1280   | 夜間戰機 |
| S-3            |           | 207       |           |      |               |           |           |           | 207    | 轟炸機   |
| T-3            |           | 12        |           |      |               |           |           |           | 12     | 偵察機   |
| 總計           | 6825      | 2674      | 632       | 1467 | 1790          | 571       | 708       | 215       | 14882  |          |

在1945年2月和5月共生產了兩架偵察機及77架夜間戰機。數字已被包括在表中的T-3及G-6中。由1945年4月1日至11日共11架夜間戰鬥機交付德國空軍。不論新機有否已被購入，不確定，但很可能。有相當數量的Ju 88被改換。除了生產訓練機外，魚雷機A-17及數個不同型號的偵察機也有建造。生產系列的參與除了有在Staaken的Deutsche Lufthansa（DLH）、Blohm & Voss (BV)、在Hannover的Maschinenfabrik Niedersachsen（MNH）和Vereinigten Leichtmetall-Werke (VLW)，同時有在Magdeburg和Leipzig的Junkers工廠。A-7亦有由德國空軍的多種修補工作而改建過來的。
Ju 88的型號轉變直至1945年5月31日：
| 型號 | 始於 | JFM | JFMM | JFML | HFW | ArB | DLH | BV  | WFG | MNH | VWW | 修補工作 | 總計     | 用途       |
| ---- | ---- | --- | ---- | ---- | --- | --- | --- | --- | --- | --- | --- | -------- | -------- | ---------- |
| A-3  | A-1  |     |      |      |     | 7   |     |     |     |     |     |          | 至少7    | 教練機     |
| A-7  | A-5  |     |      |      |     |     |     | 149 |     |     |     | 134      | 283      | 雙舵機     |
| A-12 | A-5  |     | 8    | 307  |     |     |     |     | 2   |     |     |          | 317      | 雙舵機     |
| A-16 | A-4  |     |      | 62   |     |     |     |     |     |     |     |          | 62       | 教練機     |
| A-17 | A-4  |     |      |      |     |     |     |     |     | 364 |     |          | 364      | 魚雷轟炸機 |
| C-1  | A-1  | 20  |      |      |     |     |     |     |     |     |     |          | 20       | 驅逐機     |
| C-2  | A-5  | 20  |      |      |     |     |     |     |     |     |     |          | 20       | 驅逐機     |
| C-4  | A-5  | 60  |      |      |     |     |     |     |     |     |     |          | 60       | 驅逐機     |
| C-5  | A-5  | 1   |      |      |     |     |     |     |     |     |     |          | 1-4      | 驅逐機     |
| D-6  | D-1  | 6   |      |      |     |     |     |     |     |     |     |          | 6        | 偵察機     |
| H-1  | D-1  | 10  |      |      |     |     |     |     |     |     |     |          | 10       | 偵察機     |
| P-1  | A-4  |     | 20   |      |     |     |     |     | 18  |     |     |          | 38       | 攻擊機     |
| P-4  | A-4  |     |      |      |     |     |     |     |     |     | 25  |          | 25       | 攻擊機     |
| S-1  | A-4  | 70  |      |      |     |     |     |     |     |     |     |          | 70       | 快速轟炸機 |
| S-3  | A-4  |     |      |      | 146 |     |     |     |     |     |     |          | 146      | 快速轟炸機 |
| T-1  | D-1  | 50  |      |      |     |     | 32  |     |     |     |     |          | 82       | 偵察機     |
| T-3  | S-3  |     |      |      |     |     | 36  |     |     |     |     |          | 36       | 偵察機     |
| 總數 |      | 237 | 28   | 369  | 146 | 7   | 68  | 149 | 20  | 364 | 25  | 134      | 至少1547 |            |

## 現存機型
現存有14架飛機，其中許多架飛機都是由失事地點收集其殘骸復原而成。只有數個相當完好無缺的機身在近年由水底的墜毀地點被重新復新，有部份的這些機身被整修複原作陳列品展覽，例如在博德-工廠編號0881203及在奧斯陸加勒穆恩機場-工廠編號0880119。.
當中現存的只有兩架完整的飛機：

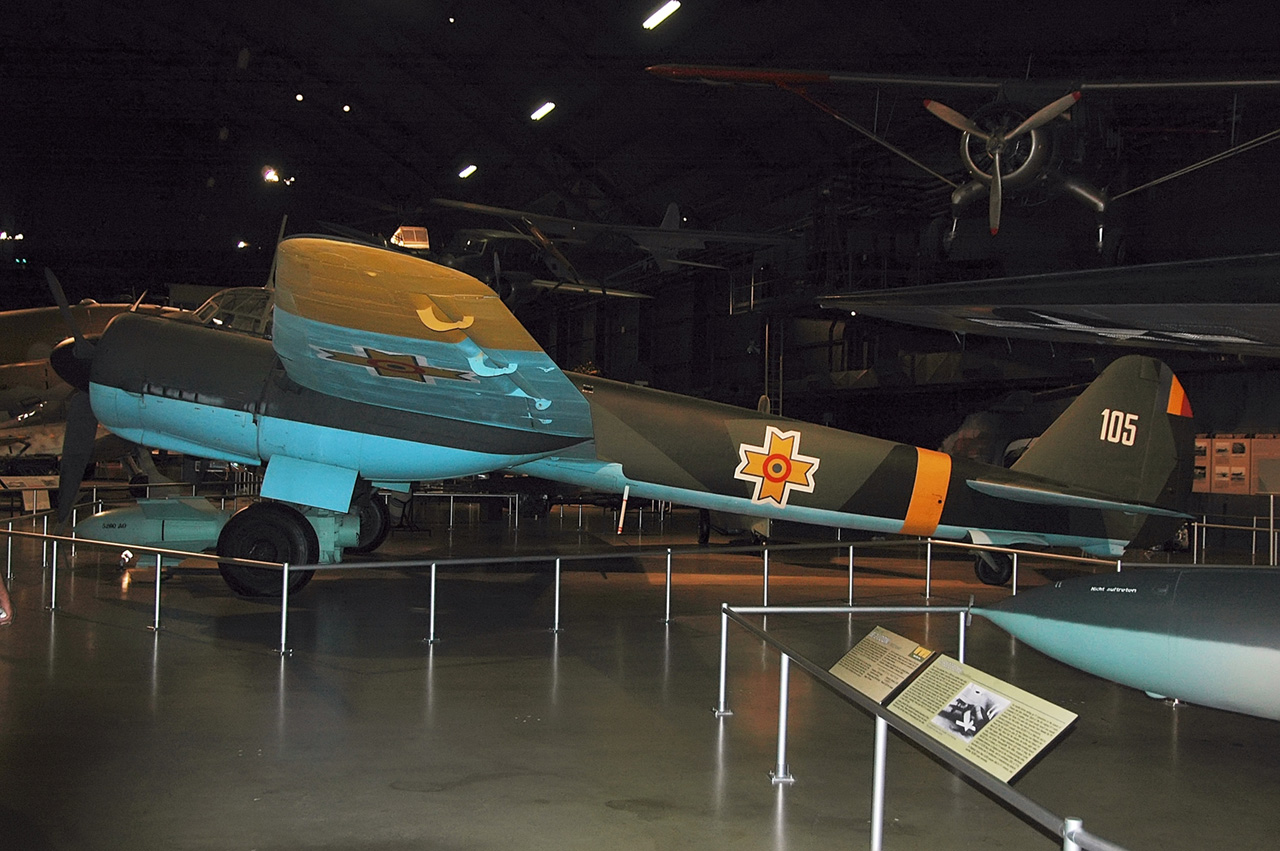
Junkers Ju 88 D-1/Trop, "Baksheesh", USAF Museum (2007)

- Ju 88 D-1/Trop，工廠編號430650

長距離型偵查照相機服役於二次世界大戰時的羅馬尼亞空軍現存於俄亥俄州代頓的美國國家空軍博物館·在1943年7月22日時，由羅馬尼亞飛行員叛逃至賽普勒斯島上的英國基地·接下來在英國颶風式戰機的掩護轉進到托不魯克·給予代號為Baksheesh（波斯語譯於禮物），之後該機飛越南大西洋飛抵萊特機場後隨即移交給美國空軍進行各項測試·在1946年時該機封存於亞利桑那州·在1960年1月時運抵空軍博物館之後，恢復了舊有羅馬尼亞空軍的標誌並展示於空中武力區·

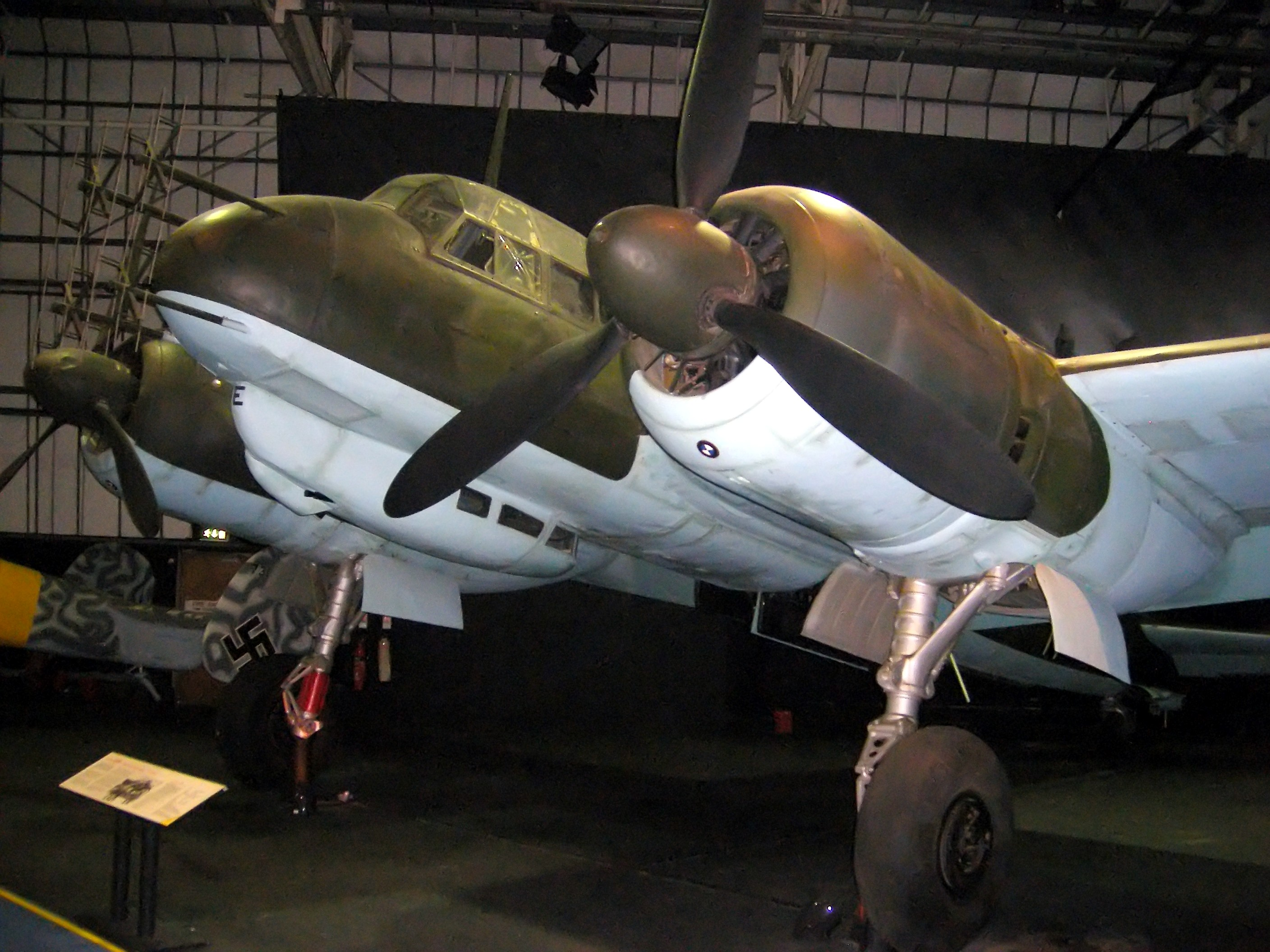
Ju 88 R-1, Werk Nr. 360043, RAF Museum (2007)

- Ju 88 R-1，工廠編號360043

此機於1943年5月被變節的機員飛到蘇格蘭。當時此轟炸機收到要擊落由瑞士到英國的民用BOAC Mosquito courier flight指令，機中三人當中的兩人（已經是英國的間諜）決定投敵，第三名機員被該兩名間諜舉槍威脅而被逼服從。當轟炸機接近至蘇格蘭時被英國雷達發現，於是兩架165 Squadron的噴火式戰鬥機緊急起飛應戰，在距離內陸一英里處攔截360043。360043隨之而降低了起落架、搖擺機翼並掉下閃光信號，示意機員意圖投降。其後兩架噴火式戰鬥機陪同360043到亞伯丁機場降落。Spitfire的飛行員（一個美國人及一個加拿大人）為了在截擊Ju 88時冒險不開火而獲得Mentioned in Dispatches獎章。俘虜這機具有重大的情報價值，因為它裝備了最新的FuG 202 Liechtenstein BC A.I radar。及後這架Ju 88由多個不同的英國團體被全面地鑒定，包括皇家航空研究院（RAE）及Fighter Interception Unit（FIU）。它在D-Day登陸之前被用作協助授教敵人飛機識別技巧，及在1945年5月作最後一次飛行。在1954年9月及1955年9月，它為了Battle of Britain week在Horseguards Parade展覽。這飛機在1975年被修復及在1978年8月移至RAF Museum。

## 註解
1. ↑  Taylor 1969, p. 178.
2. 1 2 3  Dressel and Griehl 1994, p. 71.
3. ↑  Winchester 2004, p. 146.
4. ↑  Dressel and Griehl 1994, p. 75.
5. 1 2 3 4 5 6  Smith and Kay 1972, p. 397.
6. 1 2 3 4 5 6 7 8 9 10 11 12 13  Donald 1994, p. 176.
7. 1 2 3  Smith and Kay 1972, p. 399.
8. 1 2 3  Smith and Kay 1972, p. 402.
9. 1 2  William Green 1960, p. 136.
10. ↑  Smith and Kay 1972, p. 403.
11. 1 2  William Green 1960, p. 137.
12. ↑  Alfred Price 1967, p.5.
13. ↑  William Green 1960, p.138.
14. 1 2 3  William Green 1960, p. 138.
15. ↑  Smith and Kay 1972, p. 404.
16. ↑  Smith and Kay 1972, p. 405.
17. ↑  Verlag 1994, p. 93.
18. ↑  Smith and Kay 1972, p. 414.
19. 1 2  Smith and Kay 1972, p. 411.
20. 1 2 3 4  Smith and Kay 1972, p. 412.
21. 1 2  John Weal 2000, p. 8.
22. 1 2  John Weal 2000, p. 9.
23. 1 2  John Weal 2000, p. 10.
24. ↑  John Weal 2000, p. 12.
25. ↑  John Weal 2000, p. 11.
26. ↑  John Weal 2000, p. 15.
27. ↑  John Weal 2000, p. 16.
28. 1 2  John Weal 2000, p. 17.
29. ↑  John Weal 2000, p. 18.
30. 1 2  John Weal 2000, p. 19.
31. 1 2  John Weal 2000, p. 21.
32. ↑  John Weal 2000, p. 22.
33. 1 2  John Weal 2000, p. 23.
34. 1 2  John Weal 2000, p. 24.
35. 1 2  John Weal 2000, p. 25.
36. ↑  John Weal 2000, p. 26.
37. 1 2  John Weal 2000, p. 27.
38. ↑  Hooton 2007, p. 62.
39. ↑  Hooton 2007, p. 66.
40. ↑  Hooton 2007, p. 88.
41. ↑  Heinkel He 111. Network Projects Production, 1993.
42. ↑  .   [2010-04-23]. （原始内容存档于2021-05-07）.
43. ↑  Cooksley, Peter G. The Battle of Britain. London: Ian Allan Ltd, 1990. ISBN 978-0-7110-1878-5.
44. ↑  Bergström 2007, p. 14.
45. ↑  Bergström 2007, p. 16.
46. ↑  Bergström 2007, p. 20.
47. ↑  Bergström 2007, p. 22.
48. ↑  Bergström 2007, p. 131.
49. ↑  Bergström 2007, p. 29.
50. ↑  Bergström 2007, p. 39.
51. ↑  Bergström 2007, p. 36.
52. ↑  Bergström 2007, p. 60.
53. 1 2  Alfred Price 1967, p.4.
54. ↑  John Weal 2000, p. 88.
55. ↑  John Weal 2000, p. 89.
56. 1 2  John Weal 2009, p. 90.
57. ↑  John Weal 2010, p. 90.
58. ↑  野原茂與 田中理人1998, p. 82.
59. ↑  .   [2010-05-22]. （原始内容存档于2020-12-19）.
60. 1 2  BA/MA Freiburg, Bestand RL 3, Produktionsprogramme
61. ↑  United States Air Force Museum Guidebook 1975, p. 27.
62. 1 2  "Ju 88 R-1, Werk Nr. 360043." （页面存档备份，存于） RAF Museum. Retrieved: 14 February 2010.
63. ↑  Jones 1979, pp. 417–418.

## 外部連結
- . Flight. 1940  [2010-04-07]. （原始内容存档于2019-07-12）.
- www.Ju88.net （页面存档备份，存于）